# Karl XII của Thụy Điển
Karl XII của Thụy Điển (tiếng Thụy Điển: Karl XII av Sverige; 17 tháng 6 năm 1682 – 30 tháng 11 năm 1718), còn được biết đến dưới tên gọi Carl XII (hay Charles XII theo tiếng Anh và Carolus Rex theo tiếng La Tinh, còn được đọc là Sáclơ mười hai), là một thành viên của Vương tộc Pfalz-Zweibrücken, làm vua của Đế quốc Thụy Điển từ năm 1697 đến khi qua đời năm 1718. Tuy là một trong những vị thống soái lỗi lạc nhất của châu Âu ''Trong cái thời'' đại xưng hùng xưng bá của vua Pháp Louis XIV, ông cũng bị oán ghét do chiến bại về sau và làm kiệt quệ Thụy Điển. Ông lên nắm quyền hành chuyên chế sau khi các quan Nhiếp chính trị vì Thụy Điển chỉ trong một thời gian ngắn.
Là một trong những vị anh hùng tiêu biểu trong lịch sử thế giới từ cổ chí kim, dưới triều đại của ông, quân đội Thụy Điển giành chiến thắng lẫy lừng trong một loạt cuộc chiến tranh đầu tiên (1700 - 1701), chẳng hạn như tại Narva. Ông đã đẩy đất nước vào cuộc Đại chiến Bắc Âu chống liên quân Nga - Đan Mạch - Ba Lan, tiến hành chinh phạt một số nước trong liên quân chống Thụy Điển với những chiến thắng vẻ vang, nhưng rồi thảm bại và Thụy Điển cuối cùng đã từ một cường quốc bị xuống dốc rõ rệt, mất nhiều đất đai, và tạo cơ hội cho Đế quốc Nga vươn lên. Cuối cùng, ông tử trận khi tiến hành vây hãm một pháo đài của quân Đan Mạch vào năm 1718.
Chính ông đã hoàn thiện những cải cách củng cố chế độ quân chủ chuyên chế do vua cha đề xướng. Là một trong những vị vua cuối cùng của chế độ quân chủ chuyên quyền Thụy Điển, ông được mệnh danh là "Hùng sư của phương Bắc". Do ông từng lánh nạn ở vùng Bender của Đế quốc Ottoman, ông được gọi là "Hùng sư xứ Bender", còn người Thổ Nhĩ Kỳ thời đó mệnh danh ông là vị Quân vương "đầu sắt". Là vị vua chẳng thèm cuộc sống trụy lạc, ông cũng được mệnh danh là "Karl bất khả chiến bại", và sau này, có người xem ông là anh hùng dân tộc Thụy Điển. Cuộc đời của vị vua hung hãn và chuyên chế đã mê hoặc không ít nhà văn, nhà thơ nổi tiếng, chẳng hạn như triết gia Voltaire người Pháp.
Trên thực tế, Karl XII không phải là vị vua thứ 12 có tên là Karl của Vương quốc Thụy Điển. Sau khi tìm hiểu về huyền sử Thụy Điển, các vua Erik XIV (1560 – 1568) và Karl IX (1604 – 1611) đã tự đánh số cho mình. Đáng lẽ ra ông phải là Quốc vương Karl VI của Thụy Điển. Và, cho đến ngày nay người ta vẫn đánh số kiểu này, với vua Carl XVI Gustaf.

## Tước vị đầy đủ
Tước vị đầy đủ của vua Karl XII nhà Deux Ponts là:

## Thời niên thiếu
Karl XII sinh ngày 17 tháng 6 năm 1682. Cha của ông là Karl XI, lên làm vua lúc mới 5 tuổi. Karl XII cũng là cháu nội của vua Karl X Gustav - một Công tử thuộc dòng dõi Vương công xứ Deux Ponts, em họ đồng thời là vua kế tục của Nữ hoàng Christina. Tất cả có bảy anh em, nhưng chỉ có Karl, người chị Hedvig Sofia lớn hơn một tuổi, và em gái Ulrika Eleonora nhỏ hơn sáu tuổi, là sống sót cho đến lúc trưởng thành. Mặc dù Karl có thể chất yếu đuối, tuổi thơ ấu của ông có đầy hoạt động quân sự. Các nhà thiên văn học thời đó tiên đoán rằng: một ông hoàng chinh chiến đã ra đời vào năm 1682, và họ thật chính xác. Năm ông lên 6 tuổi, Hoàng gia Thụy Điển truyền lệnh tách ly ông với mẫu hậu và những cung nhân trong Hoàng cung Stockholm, và cho ông chung sống với một vài anh lính hầu và triều thần. Sau khi Hoàng hậu qua đời, vua cha Karl XI dành nhiều thời giờ để nuôi dạy con cái. Hoàng thái tử Karl - khác với vua cha thuở xưa - đã tiếp nhận nhiều đức tin và cung cách của vua cha. Danh dự và thánh thiện là hai nguyên tắc chỉ đạo của ông: Quân vương phải đặt công lý và danh dự lên trên tất cả; một khi đã nói ra, phải làm theo lời nói.
Năm ông lên 4 tuổi, ông được tập cưỡi ngựa, và ông trở thành một người cưỡi ngựa giỏi vào năm ông lên 8 tuổi. Các thầy giáo của Karl thấy học trò của mình có trí thông minh nhạy bén và tiếp thu nhanh. Ông quan tâm đến tiếng Thụy Điển, nhưng học tiếng Đức khá hơn và sử dụng ngôn ngữ này như tiếng mẹ đẻ. Ông khá tiếng Latinh, cũng học tiếng Pháp nhưng thích đọc hơn là nói. Karl thực sự quan tâm đến tôn giáo. Ông thấy hấp dẫn với việc áp dụng toán học vào đạn đạo và xây công sự phòng thủ. Trong khi các thầy giáo ngưỡng mộ óc nhạy bén của học trò, họ cũng lo âu về tính khí mạnh mẽ của ông, thường có vẻ như là tính bướng bỉnh. Vào năm 11 tuổi, ông đã giết được một con gấu. Khi ông chưa tròn 12 tuổi, ông đã hạ sát được một con nai đực cách ông đến 90 Iát. Vị hoàng tử trẻ trở nên ngưỡng mộ vua Macedonia Alexandros Đại đế, và ông còn nói: "Ta nghĩ rằng, sẽ có một ngày ta giống như ông ấy". Khi biết Alexandros Đại đế mất lúc mới 32 tuổi, ông nói:
| “          | Một nhà chinh phạt thì sống đến chừng đó là đủ. | ” |
| — Karl XII |                                                 |   |

Các thầy giáo của ông bèn tấu là vua Karl XI về câu nói của Hoàng thái tử. Nhà vua thốt lên:
| “         | Thằng bé này sẽ hơn Ta, thậm chí còn vượt xa cả vua Gustav II Adolf Đại đế cơ đấy! | ” |
| — Karl XI |                                                                                    |   |

## Đăng quang

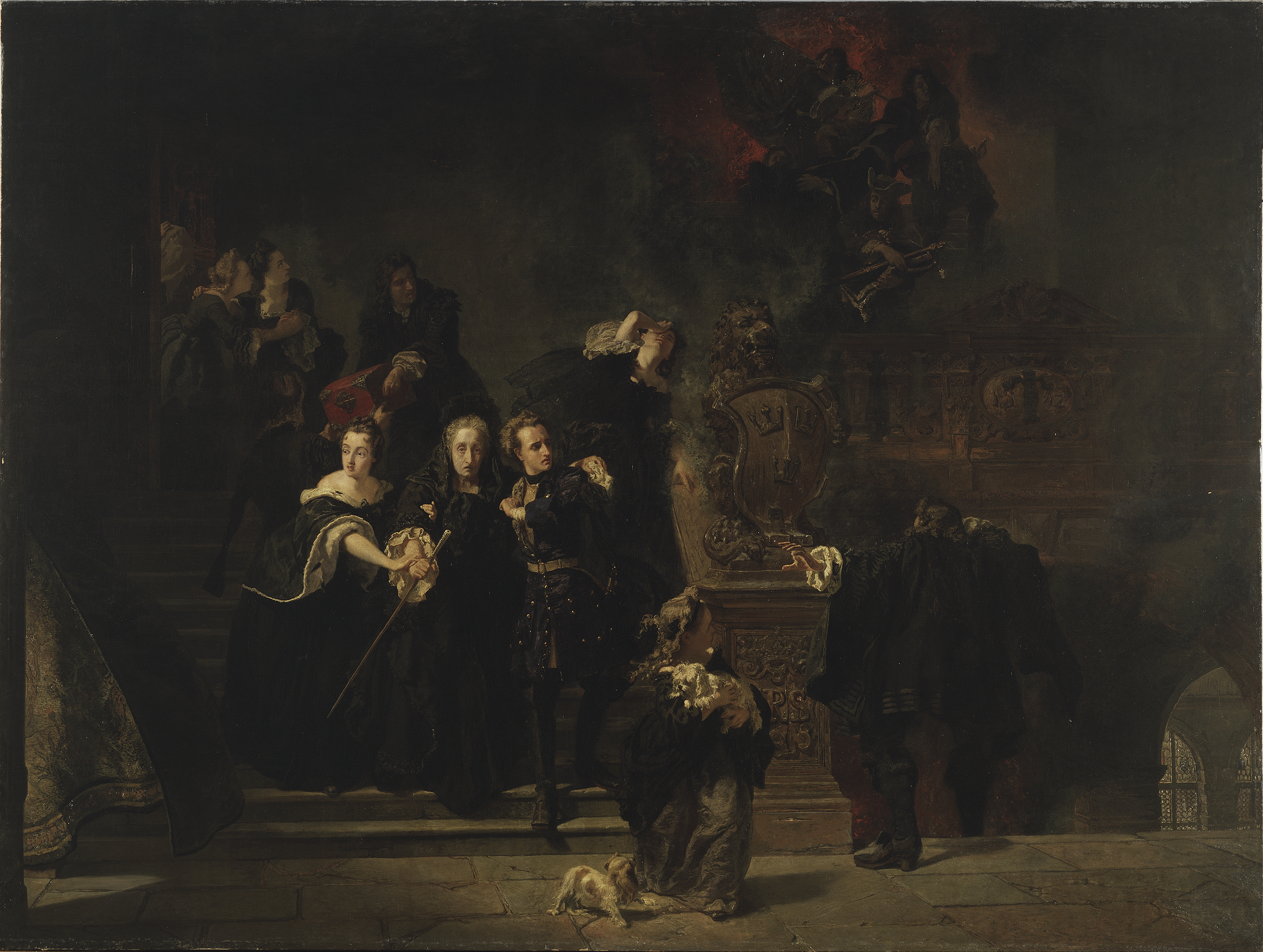
Vua Karl XII cùng Thái hoàng Thái hậu và các em gái chạy khỏi lâu đài Tam Vương (Stockholm) đang cháy lớn. Họa phẩm của họa sĩ Johan Fredrik Höckert ("Slottsbranden i Stockholm den 7 maj 1697", 1866).

Sự giáo dục của Hoàng tử Karl bị gián đoạn vĩnh viễn khi ông lên 14. Vào ngày 5 tháng 4 năm 1697, vua Karl XI qua đời ở tuổi 42. Theo Luật pháp Quốc gia, Hoàng thái tử Thụy Điển chỉ có thể lên ngôi ở tuổi 18. Vì thế, vị vua khi hấp hối đã cử một hội đồng phụ chính trong đó có bà nội của Thái tử, Thái hoàng Thái hậu Hedvig Eleonora. Sau khi vua cha qua đời, vua Karl XII dự các phiên họp của Hội đồng Phụ chính và lập tức gây ấn tượng tốt bằng cách đặt những câu hỏi thông minh và, hơn nữa, bằng cách im lặng lắng nghe người lớn tranh luận.
Ngay sau khi vua Karl XI qua đời, một lâu đài cổ bốc cháy ở kinh đô Stockholm. Có lẽ đây chỉ là một sự cố, nhưng nhiều người Thụy Điển cho rằng: đây là điềm báo họ sẽ được giải phóng khỏi chế độ quân chủ chuyên chế. Một số người khác bảo: đây là điềm báo một thời đại nào đó sẽ chấm dứt. Rất may là tân vương Karl XII đã được cứu sống.
Trong vòng 6 tháng, mọi người thấy hiển nhiên là Hội đồng Phụ chính không thể làm việc. Các thành viên thường bất đồng ý kiến nên không thể đi đến quyết định. Vì vẫn còn nhớ di chúc của vị vua quá cố rằng họ sẽ chịu trách nhiệm về hành động của họ cho đến khi vua Karl XII đến tuổi trưởng thành, các quan phụ chính càng sốt sắng hỏi ý kiến của Karl về mọi chủ đề đang thảo luận. Thế nên, càng ngày những người quanh ông càng muốn chiều lòng ông, và quyền uy của các Phụ chính càng suy giảm. Chính phủ Thụy Điển bị tê liệt. Giải pháp duy nhất là tuyên cáo Thái tử đã đến tuổi trưởng thành, tuy lúc ấy mới được 15 tuổi, và tháng 11 năm 1697 họ đã tấn phong ông làm vua của Thụy Điển. Ông được kế thừa một Quân đội hùng mạnh kể từ thời vua Gustav II Adolf, và một đế quốc bao gồm Phần Lan, Pomerania, Estonia, Livonia và một số thành phố của người Đức như Bremen, Verden và Stettin 
Đối với đa số thần dân, lễ đăng quang của Karl XII gây cú sốc. Ông không muốn bị ai kiểm soát, và muốn tỏ rõ điều này. Ông từ chối nghi lễ đăng quang theo truyền thống như các vua trước: một người nào đó cầm vương miện đội lên đầu ông. Thay vào đó, ông tuyên cáo rằng vì ông được sinh ra để lên ngôi chứ không phải được bầu, nghi lễ đăng quang tự nó là vô nghĩa. Ông chỉ đồng ý cho phép giám mục tôn phong ông, để phù hợp với Thánh kinh ghi rằng quân vương là người của Thượng đế được xức dầu. Cậu thiếu niên 15 tuổi từ chối cất lời thề theo truyền thống, và tự đặt chiếc vương miện lên đầu mình.
Nghi lễ lạ lùng như thế được tiếp nối bởi tính cách của vị vua mới. Giới quý tộc đã mong Karl sẽ nương nhẹ chính sách của vị vua quá cố mà cho họ thêm quyền tự chủ, giờ đau khổ mà thấy quân vương trẻ nhất quyết theo đuổi chính sách hiện hữu. Thành viên của hội đồng chỉ biết lắc đầu khi thấy nhà vua tự tin, bưởng bỉnh, nhất quyết không đổi ý một khi đã quyết định. Chính khách Thụy Điển hối hận vì tấn phong vị vua trẻ trước tuổi trưởng thành, nhưng đã muộn. Bây giờ, cả đất nước hùng mạnh nhất Bắc Âu đều phải thuần phục uy quyền tuyệt đối của một thiếu niên cứng đầu, ngang ngạnh. Cảm nhận họ có ý thù nghịch, Karl quyết định hạ thấp hội đồng, nếu không xóa bỏ.
Dù phải dành thời giờ cho công vụ, Karl vẫn là một thiếu niên hiếu động, ham thích hoạt động thể chất mãnh liệt, muốn thử thách thể chất và tinh thần của mình trong khó khăn. Ông yêu thích trò chơi nguy hiểm là tập trận giả, sử dụng lựu đạn giả tuy không làm chết người nhưng có thể gây thương tích.

## Tố chất
Đối với kẻ thù của ông và quan sát viên châu Âu, dường như vua Karl XII khát khao chiến đấu bất kỳ lúc nào và bất cứ may rủi ra sao. Ông toàn tâm toàn lực chú trọng vào việc di chuyển chớp nhoáng và chiến thuật gây sốc. Tính bốc đồng và hăng say tấn công đã khiến ông bị cáo buộc là cẩu thả – ngay cả cuồng tín. Chính vì tính cách này mà nhà vua được người ta mệnh danh là "chàng Hiệp sĩ Đôn Kihôtê của phương Bắc". Nhưng đó không phải là sự tấn công điên cuồng; mà đúng hơn, là cách tấn công kiểu Thụy Điển dựa trên chương trình huấn luyện khắc khổ và chế độ kỷ luật thép, dựa trên tinh thần cống hiến hết mình và niềm tin vào chiến thắng, và dựa trên hệ thống liên lạc xuất sắc. Vua Karl XII sẵn sàng phá lệ hành quân theo mùa trong năm – khi băng đông cứng, xe goòng và pháo của ông di chuyển dễ dàng hơn, và binh sĩ của ông đã quen với thời tiết lạnh – vì thế ông sẵn sàng mở chiến dịch vào mùa đông.

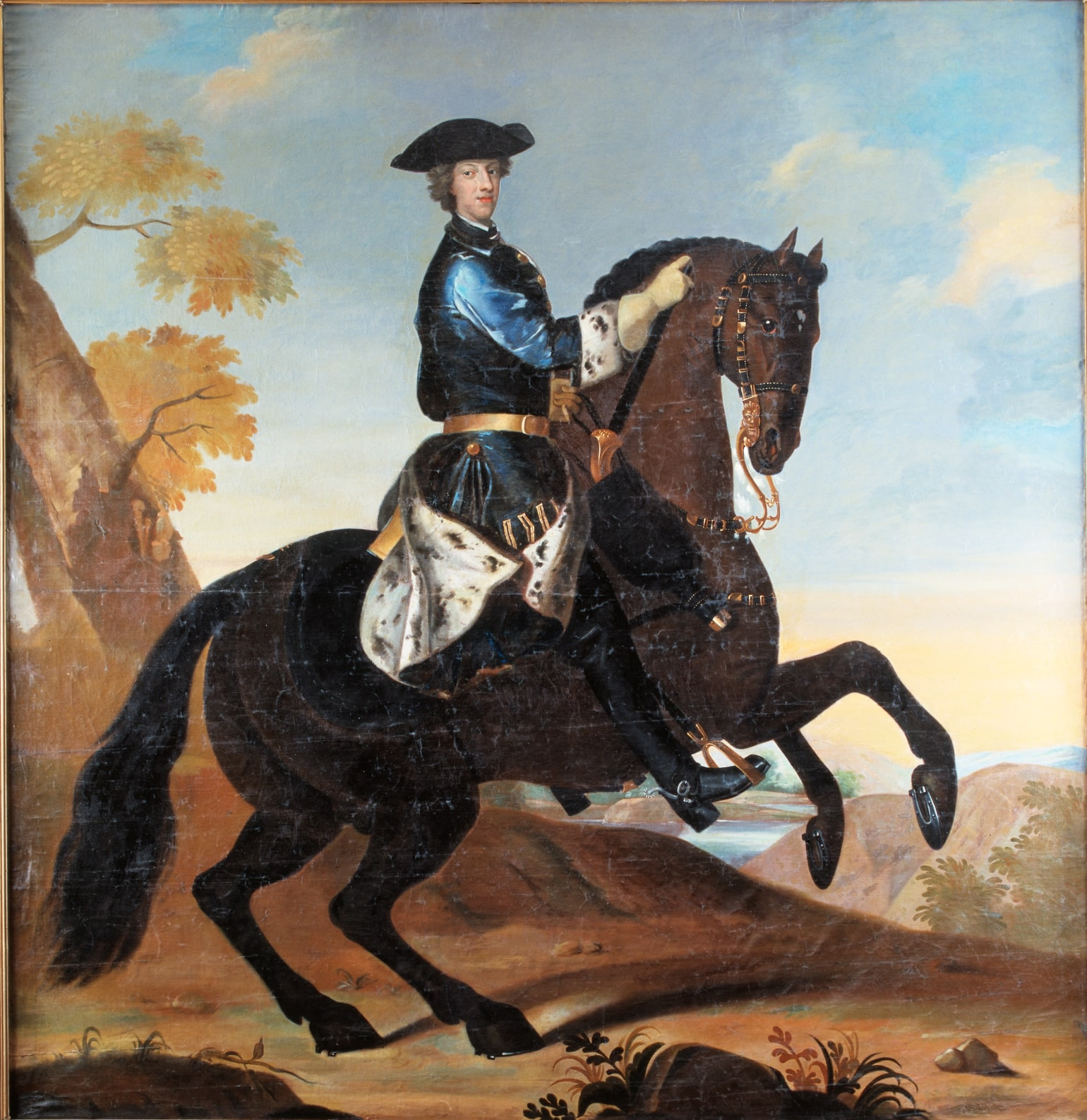
Quốc vương Karl XII trên lưng ngựa, họa phẩm của David von Krafft.

Vị vua trẻ trở nên vênh vang và kiêu ngạo đến nỗi mà không một người nào dám chỉ ra những sai lầm của ông. Là tấm gương tốt về kỷ luật, khác với Nga hoàng Pyotr Đại Đế, nhà vua không màng đến rượu chè và gái đẹp, đồng thời, ông không khoái khẩu với những bữa yến tiệc. Một năm sau khi ông lên nối ngôi, vào mùa đông, có hai Công chúa được cử đến Hoàng cung Thụy Điển, để ông chọn một trong hai người làm vương hậu. Kết quả là cả hai người này phải ra về. Lúc lên 18 tuổi, nhà vua đang đi sâu vào rừng để săn gấu, thì nhận được tin quân Ba Lan đã xâm lấn vùng Livonia của Đế quốc Thụy Điển mà không có lời tuyên chiến. Ông trầm tĩnh mỉm cười rồi quay qua Đại sứ Pháp và nhẹ nhàng nói: 
| “          | Ta và ba quân sẽ đẩy vua Augustus (tức August II của Ba Lan kiêm Tuyển hầu tước xứ Sachsen) lui về vị trí xuất phát. | ” |
| — Karl XII | |   |

Chuyến săn gấu tiếp tục. Nhưng khi trở về kinh thành Stockholm, vua Karl XII - được mệnh danh là "Hùng sư phương Bắc" - đã phát biểu với hội đồng:
| “          | Quả nhân quyết không bao giờ khởi động một cuộc chiến phi nghĩa, nhưng cũng không bao giờ chấm dứt một cuộc chiến có chính nghĩa mà không khuất phục được kẻ thù. | ” |
| — Karl XII | |   |

Đây là một lời hứa mà ông sẽ mãi theo đuổi suốt đời, vượt trên mọi chính sách bình thường, vượt trên mọi lý do. Lực lượng Bộ binh Thụy Điển thời bấy giờ là lực lượng Bộ binh hùng mạnh nhất trên toàn cõi châu Âu, và tài thống lĩnh của Quốc vương đã truyền cảm đến họ. Và, không khác gì vị tiên vương vĩ đại của ông - Gustav II Adolf - chưa đầy 20 tuổi mà vị vua trẻ đã phải đối đầu với ba kình địch. Vài tuần sau, khi ông nghe tin vua Frederik IV của Đan Mạch (một anh họ xa 
của ông) đã tấn công lãnh thổ của Công tước Friedrich IV xứ Holstein-Gottorf (anh rể của ông), ông không ngạc nhiên lắm, và nói: 
| “          | Ta dự định xử lý một tên giặc thù trước rồi sẽ nói chuyện với tên kia sau. | ” |
| — Karl XII |                                                                            |   |

Vào lúc này, vua Karl XII vẫn chưa biết rằng kẻ thù thứ ba, Pyotr Đại đế của Nga, cũng đang chuẩn bị tấn công ông. August II đã đề nghị với Sa hoàng Pyotr là hai bên cùng tấn công Đế quốc Thụy Điển, vì thấy vua Karl XI của Thụy Điển đã chết, để lại ngai vàng cho con trai còn trẻ. Thời điểm dường như chín muồi để đánh chiếm các tỉnh ven bờ Baltic của Thụy Điển, qua đó Ba Lan và Nga sẽ có lối thông ra Biển Baltic.
Không may cho họ, kẻ thù của vua Karl XII không biết về tố chất đích thực của ông: không sợ bị thách thức; ông còn sẵn sàng đối đầu với thách thức. Ông đã được chuẩn bị không phải cho chiến tranh đơn thuần, mà cho chiến tranh trên diện rộng, dữ dội; không phải cho một trận chiến chóng vánh và một hòa ước cỏn con, mà cho những giải pháp cuối cùng, toàn diện. Vua cha trước khi chết đã trăng trối nên giữ cho Đế quốc Thụy Điển được hòa bình "trừ khi con bị nắm tóc lôi vào chiến tranh." Nhưng ý tưởng căm ghét "cuộc chiến phi nghĩa" đã khơi dậy trong lòng vua Karl XII quan niệm về đạo đức, và ông trở thành một nhà quân phiệt tham vọng hơn cả Nga hoàng Pyotr Đại Đế hay vua Phổ Friedrich II Đại Đế. Khi ông lên nối ngôi vua, Đế quốc Thụy Điển đã có phần suy yếu, cái huyền thoại "Quân đội Thụy Điển vô địch thiên hạ" đã bị phá vỡ với việc họ bị quân Phổ - Brandenburg đánh đại bại trong trận Fehrbellin vào thập niên 1670. Do đó, vua Karl XII quyết tâm phát động chiến tranh, để giữ trọn niềm tự hào của Đế quốc Thụy Điển lừng lẫy: một giai đoạn hiển hách của chủ nghĩa quân phiệt Thụy Điển mở ra.
Thế là cuộc Đại chiến Bắc Âu xảy ra, kéo dài trong 20 năm. Với những chiến công hiển hách của mình, ông đã củng cố vị thế của Đế quốc Thụy Điển trước kia - là nước đóng vai trò bá chủ ở Bắc Âu vào năm 1700.

## Chiến tranh với Đan Mạch

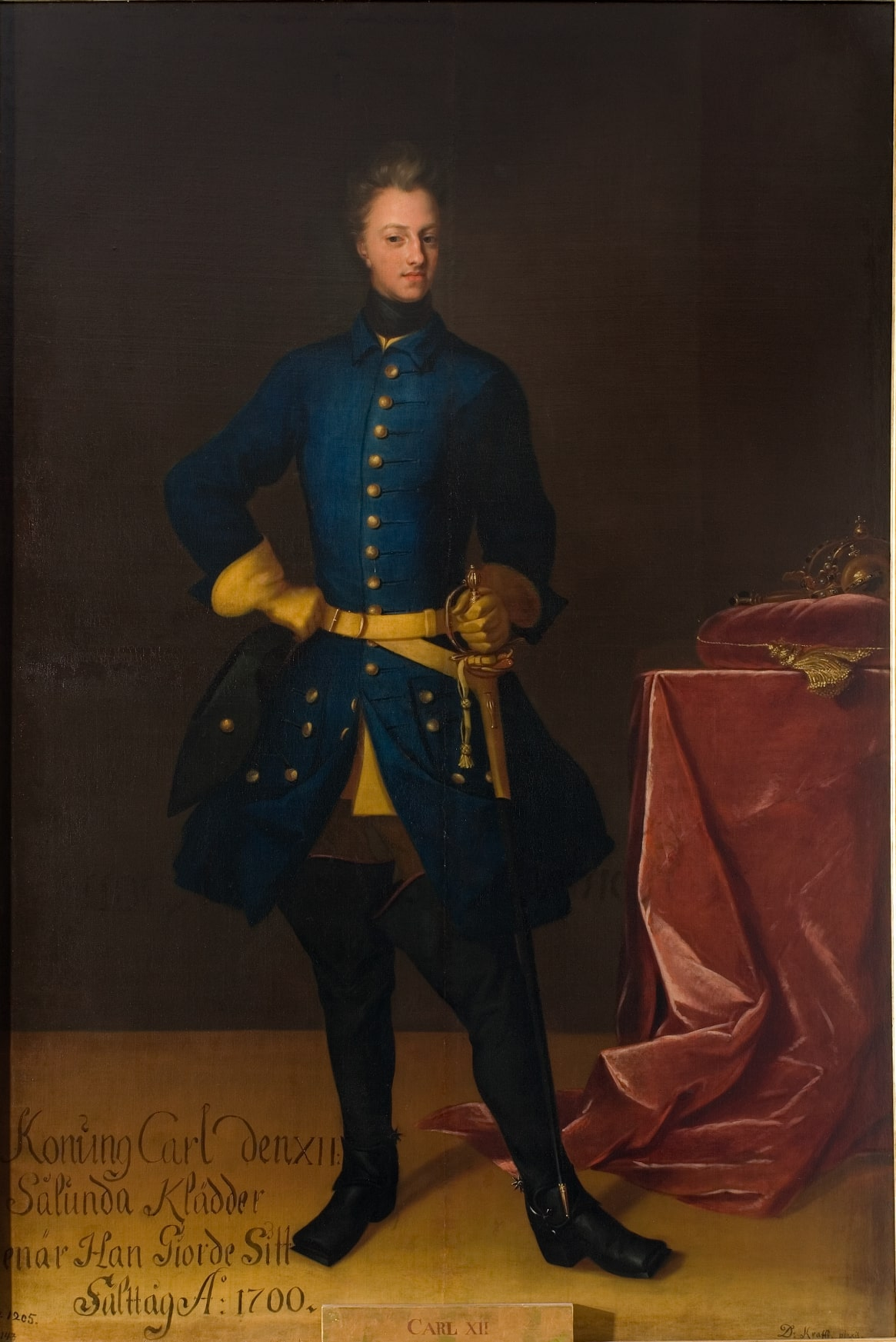
Hoạ phẩm của David von Krafft, 1700. Bảo tàng Nationalmuseum, Stockholm.

Nhà vua Thụy Điển không những thán phục vị Hoàng đế lừng danh Julius Caesar, mà còn muốn bắt chước Hoàng đế Caesar. Khi ông nói: "Ta dự định xử lý một kẻ thù trước rồi sẽ nói chuyện với kẻ kia", ông diễn tả ngắn gọn sách lược quân sự của mình. Từ lúc này trở đi, không màng đến bất kỳ chuyện gì đang xảy ra ở đâu đó trong đế quốc Thụy Điển, nhà vua luôn tập trung tư tưởng và lực lượng của ông vào một kẻ thù duy nhất. Sau khi đã chiến thắng và triệt hạ tận gốc kẻ thù này, ông mới quay sang kẻ thù khác. Cú đầu tiên của ông giáng trên kẻ thù gần nhất: Vương quốc Đan Mạch. Ông phớt lờ quân Sachsen đang tiến vào Livonia. Ông nghĩ có thể bỏ mặc tỉnh này tự cầm cự cho đến khi Quân đội Thụy Điển đến giải vây. Nếu không, cứ để quân địch chiếm và ông sẽ rửa hận vào ngày khác. Nhưng không gì có thể ngăn cản ông dốc lực lượng vào kẻ thù ông đã chọn lựa. Ông dẫn quân đánh thần tốc đến Đan Mạch: vào tháng 7 năm 1700, 10.000 quân tinh nhuệ của vị vua 18 tuổi đã vây hãm và cướp phá kinh thành Copenhagen, bất chấp vua Đan Mạch được Hải quân Anh và Hải quân Hà Lan hỗ trợ.
Vua Đan Mạch Frederick IV nhanh chóng nhận điều kiện đầu hàng. Vào ngày 18 tháng 8 năm 1700, hai bên ký Hòa ước Travendal, theo đó Đan Mạch trả lại cho Thụy Điển xứ Holstein-Gottorp vừa chiếm và cam kết từ bỏ cuộc chiến chống Thụy Điển. Thế là chiến dịch đầu tiên của vua Karl XII đã thành công chớp nhoáng và gần như không bị đổ máu. Chỉ trong vòng hai tuần chinh chiến, ông đã phục hồi lãnh thổ Thụy Điển bị chiếm và loại khỏi vòng chiến một kẻ địch.
Bây giờ, vua Karl XII chuẩn bị lao vào kẻ địch thứ hai là vua August II. Nhưng tình hình đã biến đổi. Thật ra, chiến dịch kế tiếp của Quân đội Thụy Điển sẽ phủ lên vua Pyotr I của Nga. Cuối tháng 8 ông đã nhận được thư tuyên chiến của Sa hoàng và tin báo nói rằng quân Nga đã vượt ranh giới và xuất hiện trước pháo đài Narva của Thụy Điển.

## Chiến thắng lừng lẫy tại Narva
Nhà vua Thụy Điển quyết định mở chiến dịch ở Livonia. Quân Ba Lan và quân Nga đang tấn công vùng này; hai pháo đài quan trọng của Quân đội Thụy Điển – Riga và Narva – đang bị nguy khốn. Vào ngày 1 tháng 10, bất chấp mọi lời cảnh báo về những cơn bão mùa thu nguy hiểm trên Biển Baltic, vua Karl XII dẫn quân đi Livonia. Dù các tàu đã chật ních, chỉ có đủ chỗ cho 5.000 quân. Vào ngày thứ ba, một cơn bão thổi đến như dự đoán, vài tàu bị đắm, nhiều ngựa của kỵ binh bị què. Ngày 6 tháng 10, những gì còn lại của hạm đội tiến vào cảng Pernau ở đầu Vịnh Riga. Các tàu được sửa chữa rồi quay về Thụy Điển để chở thêm quân, ngựa và pháo binh. Vua Karl XII được tin vua August II đã ngưng chiến dịch và rút về trú đông. Ông nhanh chóng đi đến quyết định: chiến đấu với quân Nga để giải vây cho Narva.
Đối với nhiều sĩ quan của ông, việc này là rất nguy hiểm. Họ biện luận rằng Nga chiếm ưu thế về quân số với tỷ lệ 4 trên 1 – vài tin đồn là 8 trên 1; quân Nga sẽ bảo vệ phòng tuyến được gia cố trong khi Quân đội Thụy Điển sẽ phải tấn công từ ngoài đồng trống; phải mất bảy ngày để hành quân đến Narva theo con đường lầy lội qua ba con đèo mà quân Nga chắc chắn sẽ án ngữ; bệnh tật bắt đầu lây lan trong hàng ngũ Quân đội Thụy Điển; mùa đông đang đến và chưa chuẩn bị gì cho doanh trại trú đông.
Đối với các lý luận này, vua Karl XII trả lời đơn giản rằng mọi người đến đây để chiến đấu và kẻ địch đang chờ đợi. Nếu Quân đội Thụy Điển rút lui và quân Nga chiếm được Narva, họ sẽ tràn ngập Ingria, Estonia và Livonia, rồi tất cả các tỉnh miền đông Baltic sẽ bị mất. Sự tự tin và hăng hái của nhà vua đã thuyết phục được sĩ quan và khơi dậy tinh thần của binh sĩ. Mọi người hiểu rằng trách nhiệm về chiến dịch, sự thành công hoặc thất bại, sẽ tùy thuộc hoàn toàn vào vị vua 18 tuổi.

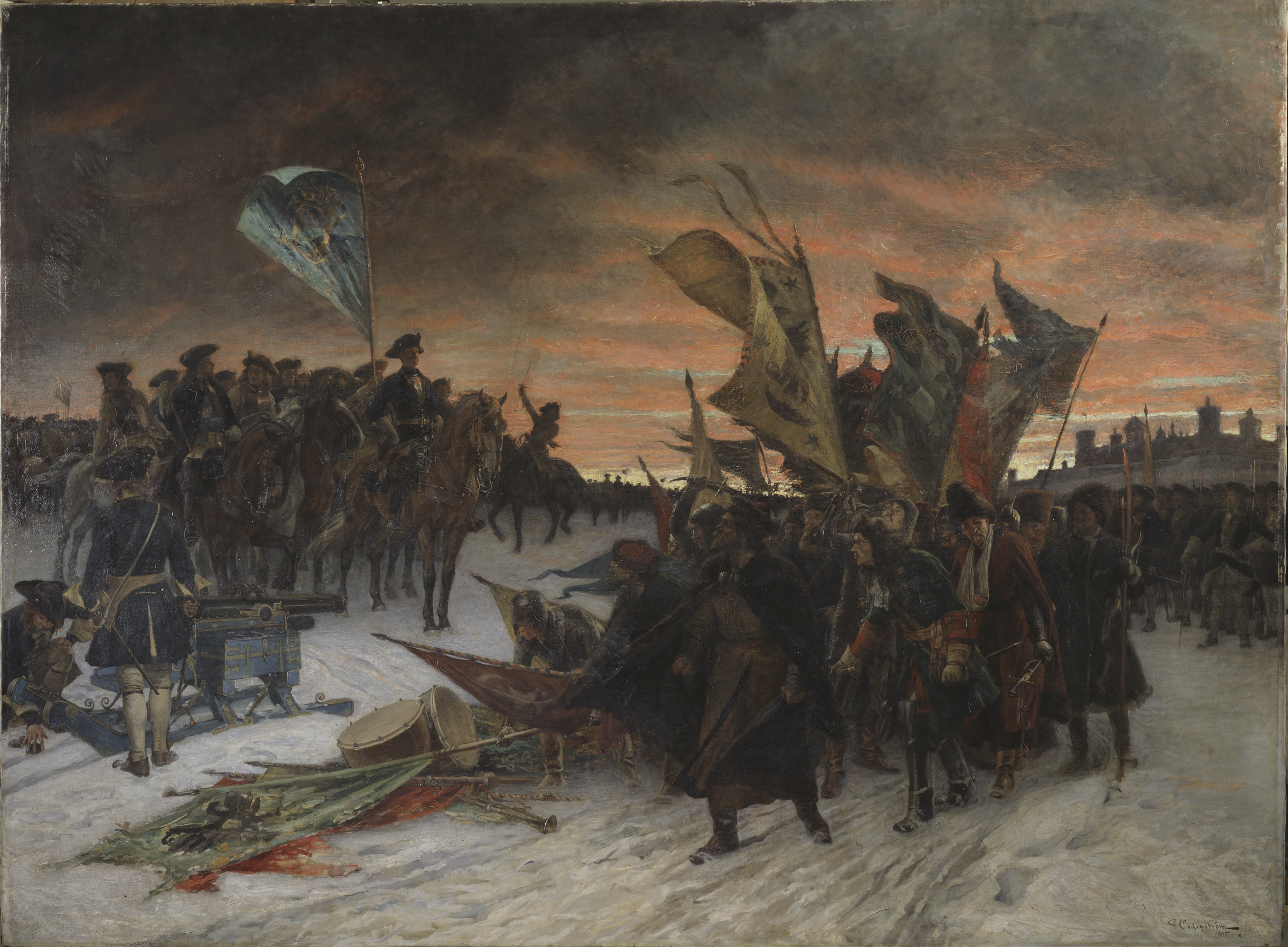
Quân đội Thụy Điển đánh thắng quân Nga tại Narva (1700).

| “          | Với những chiến sĩ dũng cảm trong quân phục xanh của Ta, Ta chẳng sợ cái gì hết! | ” |
| — Karl XII |                                                                                  |   |

Đoàn quân lên đường với hơn 10.000 người. Bên Nga có 40.000 quân, được bố phòng chắc chắn trong công sự vây hãm phía tây Narva, băng qua một con đường duy nhất mà quân tiếp viện Thụy Điển có thể đi đến.
Ngày 20 tháng 10 năm 1700, Quân đội Thụy Điển tiến đến Narva. Vua Karl XII ra lệnh xông đến tấn công ngay mà chưa tổ chức phòng thủ hoặc thiết lập doanh trại trước. Quân Nga hoàn toàn bị bất ngờ.
Trong cánh quân Nga phía Nam, từng đợt quân Nga thiếu kinh nghiệm chiến đấu bị tan rã. Kỵ binh Nga, phần lớn là giới quý tộc Nga và dân Cossack thiếu kỷ luật, trở nên hoảng hốt ngay cả trước khi bị tấn công. Nhìn thấy toàn quân Thụy Điển hùng hổ xông đến, họ quay đầu tẩu thoát. Hàng ngàn người ngựa bị mất tích trong những dòng thác nhỏ. Chiến thắng lừng lẫy tại Narva, cũng như một trận thắng quân Nga khác tại Grodno (1706) sau này, đều là thành quả của việc vua Karl XII đã sử dụng một lực lượng Kỵ binh tinh nhuệ.
Ở cánh quân phía bắc của phòng tuyến Nga, tình hình cũng thế. Quân Nga tháo chạy hoảng loạn, phần lớn về hướng bờ sông Narva. Chẳng bao lâu, cả một rừng người tranh giành nhau để qua một cây cầu duy nhất bắc qua sông. Thình lình, cây cầu bị nứt và oằn xuống dưới sức nặng của quân Nga, khiến vô số người bị rơi xuống dòng nước.
Quân đội Thụy Điển bị mất 31 sĩ quan và 646 binh sĩ, 1.205 bị thương. Một viên đạn đã bắn trúng chiến bào của vị vua trẻ tuổi Karl XII. Bên Nga, ít nhất 8.000 tử trận hoặc bị thương, và người bị thương không có mấy hy vọng đi về đến quê nhà qua quãng đường dài đã đóng băng. Mười tướng lĩnh của Nga, 10 đại tá và 34 sĩ quan cấp thấp hơn bị bắt.
Tin tức về trận chiến Narva gây ấn tượng mạnh toàn Tây Âu: chỉ trong vòng vài tháng mà vua Karl XII đã đánh tan ba kình địch. Chi tiết về chiến thắng lẫy lừng và lời ca tụng sôi nổi về vị Quân vương trẻ của Thụy Điển lan rộng. Mặc dù tài chỉ huy đầy kinh nghiệm của tướng lĩnh Thụy Điển đã góp phần quan trọng, sự thực là nếu không có tính quyết đoán không gì lay chuyển nổi của vua Karl XII, sẽ không có chiến thắng vẻ vang ở Narva. Pyotr Đại đế giờ đây đã nhận thấy nhà vua Thụy Điển là một thiên tài quân sự và có sở trường của một nhà chinh phạt. Trong các văn kiện ở châu Âu, ông được mệnh danh là "Hùng sư của Thụy Điển".
Từ lúc đó, chiến tranh trở thành mục tiêu lớn lao trong suốt cuộc đời và sự nhiệp của vua Karl XII. Theo ý nghĩa đó, trận đánh tại Narva vừa là chiến thắng vĩ đại đầu tiên của ông mà cũng là bước đầu tiên dẫn ông đến diệt vong. Một chiến thắng dễ dàng như thế khiến cho ông nghĩ mình là vô địch. Chiến thắng lừng lẫy tại Narva, cộng với chiến công kịch tính ở Đan Mạch, đã phát sinh huyền thoại về vua Karl XII – mà ông chấp nhận – rằng chỉ với một dúm quân ông có thể đánh tan tác cả đoàn quân địch đông đúc. Không những thế, chiến thắng vang dội tại Narva cũng mang đến cho ông tư tưởng nguy hiểm là xem nhẹ Pyotr Đại đế và khinh thường nước Nga. Giữa cuộc chiến tranh Kế vị Tây Ban Nha, tuy cả vua Pháp Louis XIV và vua Anh William III đều muốn hội kiến với vị vua trẻ tuổi của Thụy Điển, ông chẳng mấy hứng thú với vấn đề ai sẽ làm vua Tây Ban Nha? 

## Chiến tranh với Ba Lan
Theo sau chiến thắng lừng lẫy tại Narva, vài quân sư của vua Karl XII đã tham mưu rằng ông có thể đánh chiếm Moskva một cách dễ dàng, hạ bệ nhà vua nước Nga, và ký một hòa ước để thêm lãnh thổ mới vào Đế quốc Thụy Điển ở vùng Baltic. Nhà vua Thụy Điển thấy viễn tượng này là hấp dẫn, thế nhưng Quân đội Thụy Điển bị thiếu ăn và bệnh tật. Quân Nga đã tàn phá vùng Livonia; số lương thực còn lại đã được các binh sĩ của Pyotr Đại đế tiêu thụ hết. Không thể nhận hàng hậu cần từ Thụy Điển trong mùa đông, và chiến mã của kỵ binh Thụy Điển chẳng bao lâu đã phải nhai vỏ cây. Bị yếu vì kém ăn, Quân đội Thụy Điển còn bị bệnh tật hoành hành. Bệnh sốt và kiết lỵ lây lan, hàng trăm binh sĩ ngã ra chết. Đến mùa xuân, không đầy phân nửa binh lính là còn đủ sức chiến đấu. Vua Karl XII đành phải cho quân vào trú đông.
Khi mùa xuân năm 1701 đến, ông vẫn xem xét ý tưởng xâm lăng nước Nga nhưng không còn hào hứng mấy. Ông nghĩ có đánh thắng Nga hoàng thêm một trận nữa chỉ làm cho châu Âu phá lên cười, trong khi đánh thắng đội quân Sachsen có kỷ luật của Tuyển hầu tước August II sẽ làm cho cả lục địa phải thán phục. Lý do thực tế nữa là vua Karl XII nghĩ không nên tiến quân vào nước Nga trong khi quân Sachsen còn nguyên vẹn đang hoạt động phía sau ông.
Tháng 6 năm 1701, vua Karl XII dẫn 18.000 quân sĩ tinh nhuệ tiến về hướng nam, dự định vượt sông Dvina gần Riga để tiêu diệt 9.000 quân Sachsen và 4.000 quân Nga dưới quyền chỉ huy của tướng Adam Heinrich von Steinau của Lãnh địa Tuyển hầu tước Sachsen. Không may cho vua Karl XII, kỵ binh Thụy Điển không thể vượt sông, và quân Sachsen rút lui được tuy chịu nhiều thiệt hại. Nhưng, bốn trung đoàn Nga hoảng hốt tháo chạy mà không tham chiến. Do đó, ông càng thêm khinh thường quân Nga của vua Pyotr I.
Không bao lâu sau chiến thắng nhỏ nhoi này, vào tháng 7 năm 1701, vua Karl XII, bấy giờ được 19 tuổi, đi đến một quyết định chiến lược khiến thay đổi một cách sâu xa cuộc đời của ông và của Nga hoàng Pyotr I: tập trung lực lượng để tận diệt August II trước khi tiến công nước Nga. Không thể nào tấn công cả hai kẻ thù cùng một lúc, và trong số này, xứ Sachsen đang hoạt động trong khi nước Nga đang nằm lì. Hơn nữa, xứ Sachsen và ngay cả Ba Lan là những mục tiêu rõ ràng, trong khi đất Nga quá bao la đến nỗi vua Thụy Điển có thế đánh sâu vào mà vẫn không thể tìm thấy đầu não của một cơ thể khổng lồ.

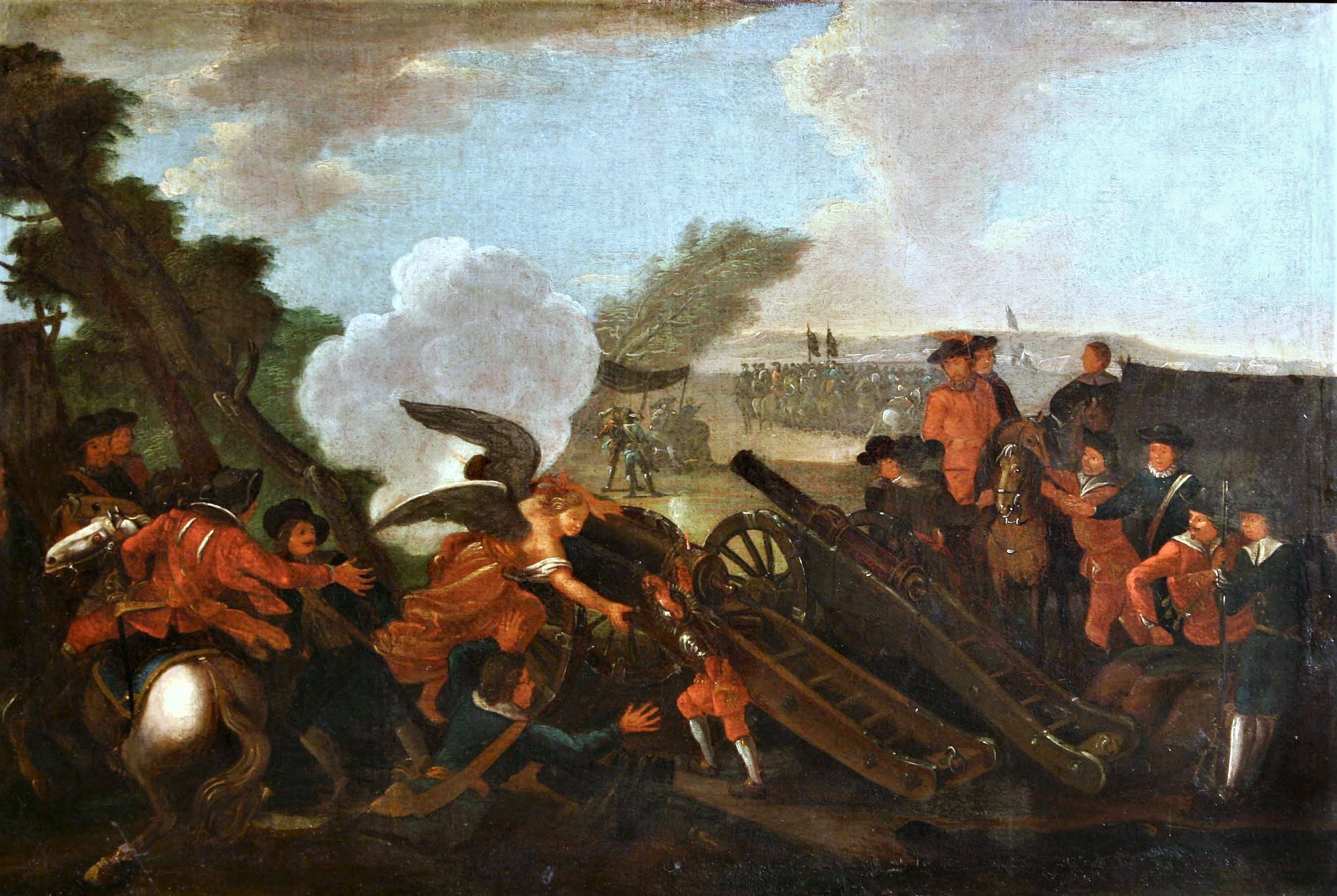
Quân đội Thụy Điển đánh thắng quân Ba Lan trong trận chiến Klissow (1702).

Năm này sang năm khác, Quân đội Thụy Điển tiếp tục thắng trên vũng lầy Ba Lan: vào ngày 9 tháng 7 năm 1702, trong trận chiến Klissow, vua Karl XII đập tan tác một liên quân Ba Lan - Sachsen đông đảo hơn hẳn, và tiến đánh Cracow. Tuy nhiên, sau chiến thắng huy hoàng tại Klissow, chiến thắng cuối cùng vẫn chưa đến với nhà vua Thụy Điển. Trong khi ấy, quân Nga được dễ thở cũng đi từ chiến thắng này đến chiến thắng khác dọc bờ Biển Baltic: tàn phá vùng sản xuất nông nghiệp của Livonia, chiếm pháo đài Nöteborg rồi đổi tên thành Schlüsselburg (năm 1702), tiêu diệt hạm đội Thụy Điển trên Hồ Ladoga và Hồ Peipus (1702-1704), kiểm soát toàn chiều dài sông Neva, nhờ đó xây lên thành phố Sankt-Peterburg cùng cảng biển ở cửa sông, chiếm các thị trấn Dorpat và Narva (năm 1704). Nhưng khi Nga hoàng Pyotr I xây thành Sankt-Peterburg, vua Karl XII chủ quan phán quyết:
| “          | Cứ để ông ta xây những cái nhà bằng gỗ đó đi, Ta và các Khanh sẽ đốt nó sớm thôi! | ” |
| — Karl XII |                                                                                   |   |

Chuỗi thành công của quân Nga đi kèm với chuỗi van nài khẩn thiết từ thần dân của vua Karl XII: tiếng kêu cứu khẩn cấp của nhân dân các tỉnh ven bờ Biển Baltic, lời khuyên và van nài của Nghị viện Thụy Điển, lời yêu cầu nhất trí của các tướng lĩnh, ngay cả lời kêu gọi của người em gái. Tất cả đều van xin nhà vua bãi bỏ chiến dịch ở Ba Lan và đi giải cứu các tỉnh ven bờ Biển Baltic. Phản ứng của vua Karl XII đối với mọi người đều như nhau: 
| “          | Ngay cả nếu Ta có phải lưu lại đây 50 năm, Ta sẽ không đời nào rời khỏi nước này nếu chưa lật đổ được Quốc vương Augustus. | ” |
| — Karl XII | |   |

Cuối cùng, ông đạt thêm chiến thắng, tạo thêm sức ép cho Ba Lan và tăng cường thế mạnh về chính trị - quân sự của đất nước. Nghị viện Ba Lan chấp nhận quyết tâm của vua Karl XII là ngày nào mà August II còn ngự trên ngai vàng Ba Lan, ngày đó nhà vua Thụy Điển vẫn còn lưu lại, nên vào tháng 2 năm 1704 họ quyết định truất phế vua của họ. Ông chọn ứng viên lên ngai vàng Ba Lan là Stanisław Leszczyński, nhà quý tộc 27 tuổi, có trí thông minh, ham học hỏi và là một người bạn của nhà vua Thụy Điển. Theo Hiệp ước Thụy Điển - Ba Lan vào năm 1705, ông hứa sẽ chiếm lại cho Ba Lan những vùng đất mà họ đã nhượng cho vua Nga hồi năm 1667. Vua August II, do "phản bội đức tin", bị vua Karl XII buộc phải thừa nhận quyền lợi của Giáo hội Luther ở đế quốc La Mã Thần thánh. Từ đó, ông lại hoang tưởng làm "Người bảo vệ của đạo Tin Lành ở châu Âu, sẽ tiến hành tiêu diệt quyền hành chuyên chế của chế độ Giáo hoàng.
Pyotr Đại Đế cũng tìm cách gửi quân đến giúp vua Ba Lan August II, và Quân đội Thụy Điển đánh tan quân Nga trong trận chiến Gemauerhof vào năm 1705. Vào năm 1706, vua Karl XII xua quân đi đánh dẹp đám tàn dư của vua Ausgustus II: ông bất ngờ tiến đến miền Đông Ba Lan, và đánh tan quân Nga trong trận chiến Grodno, cắt đường liên lạc của đạo quân Nga tại Grodno. Sau đó, liên quân Nga - Ba Lan - Thụy Điển tính kế trả thù ông, nhưng vỡ mộng khi thất bại thảm hại trong trận chiến Fraustadt vào ngày 3 tháng 2 năm 1706, trước một toán quân Thụy Điển ít ỏi hơn hẳn. Sau chiến thắng lẫy lừng tại Fraustadt, vua Karl XII ký kết Hòa ước Altranstadt, hoàn toàn truất ngôi vua August II (1706). 25.000 - 30.000 quân Thụy Điển lúc này đã mỏi mệt, và nhà vua cho trú đông tại xứ Sachsen.

## Chuẩn bị chiến tranh với Nga
Đối với những vùng đất bị Quân đội Thụy Điển chinh phạt, nhà vua ra sức đàn áp nhân dân hết sức tàn khốc. Việc truất phế vua August II của Ba Lan đã loại ra bên thứ hai trong số liên minh ba bên chống Thụy Điển. Bây giờ, bị đơn độc phải đối mặt với vua Karl XII, Nga hoàng Pyotr I tăng cường nỗ lực để dàn hòa với Karl, hoặc nếu việc này thất bại, tìm kiếm đồng minh khác hầu giúp tránh cho nước Nga một chiến bại thảm hại mà Tây Âu đều nghĩ sẽ không tránh khỏi.

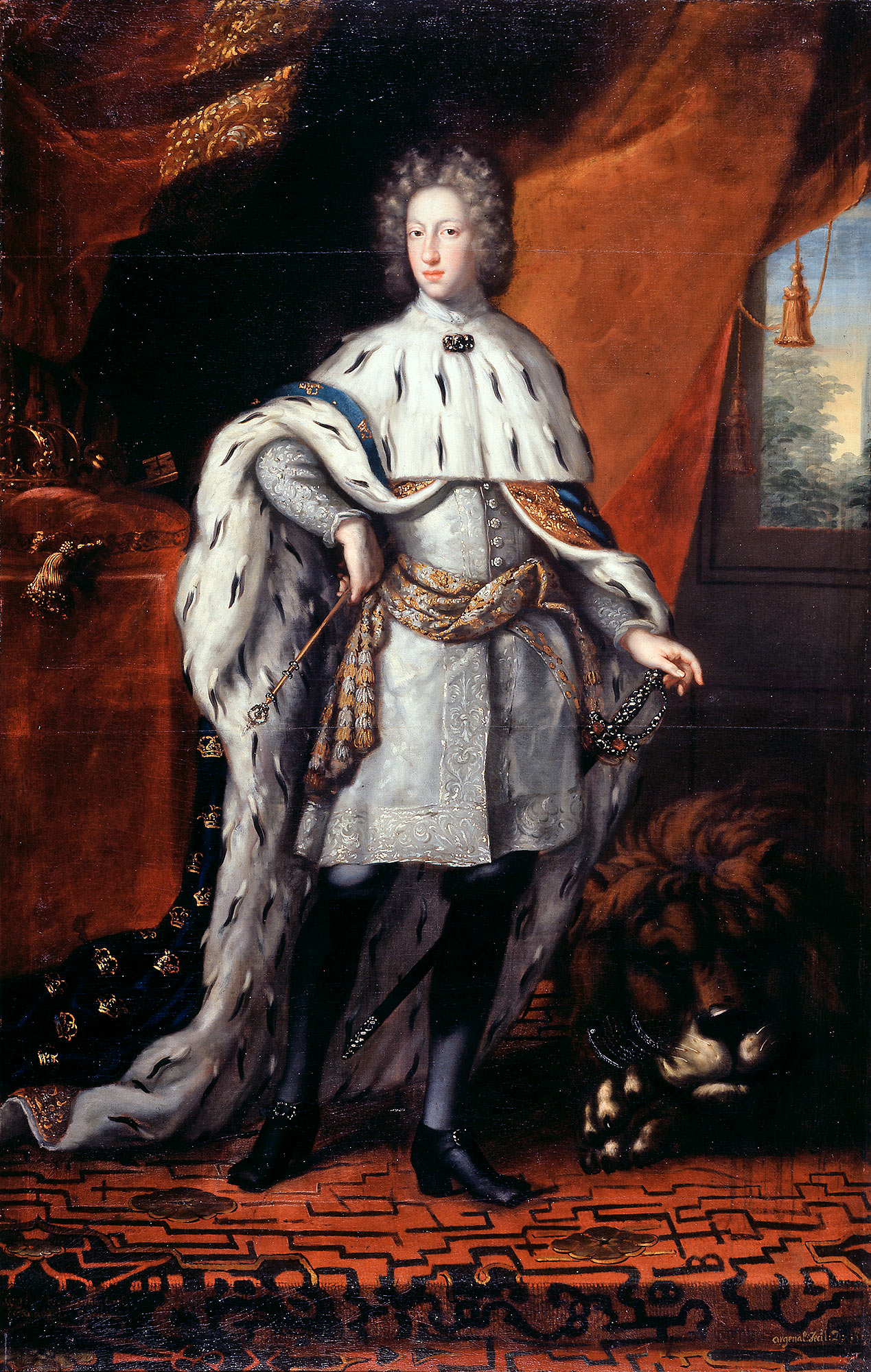
Vua Karl XII qua nét vẽ của David Klöcker Ehrenstrahl (1697).

Trong việc kiếm tìm một trung gian hoặc một đồng minh, Nga hoàng Pyotr I tiếp xúc cả Hà Lan, Phổ, Đan Mạch, Pháp, Anh, để nhờ làm trung gian giúp thuyết phục vua Thụy Điển chấp nhận hòa hoãn với nước Nga Sa hoàng, nhưng đều thất bại: không nước nào muốn can dự vào. Với việc vua Karl XII chinh phạt xứ Sachsen, ông đã đặt chân lên Đế quốc La Mã Thần thánh, và do đó các nước Tây Âu nghĩ rằng ông sẽ tham gia cuộc chiến tranh Kế vị Tây Ban Nha tàn khốc. Cả Pháp lẫn Đại Liên quân đều cứ sứ giả đến yết kiến ông, vì muốn ông về phe họ. Với chiến thắng lừng lẫy của ông, điều chắc chắn rằng, ông mà tham gia phe nào thì phe đó sẽ nhanh chóng giành chiến thắng.
Vào tháng 4 năm 1707, Tổng tư lệnh của Đại Liên quân là John Churchill, Công tước thứ nhất của Marlborough đến yết kiến nhà vua Thụy Điển, vì Churchill lo sợ nhà vua sẽ kéo 50.000 đại quân Thụy Điển sâu vào Đế quốc La Mã Thần thánh. John Churchill đã khuyên ông nhất quyết không nên gia nhập Liên quân thân Pháp. Trên thực tế, John Churchill muốn ông tiến về phía Đông mà phạt Nga Sa hoàng - đúng ý muốn của ông. Vào tháng 9 năm 1707, Hoàng đế La Mã Thần thánh là Joseph I nhà Habsburg tiến hành ký kết với ông bản Hiệp định Altranstädt lần thứ hai, theo đó: ông không tham gia liên quân thân Pháp trong cuộc chiến tranh tàn khốc ở Tây Âu, nhưng Hoàng đế Joseph I phải công nhận Stanislaw I mãi mãi là vua Ba Lan - Litva. Vua Karl XII cũng có thể được Hoàng đế giúp đỡ trong các cuộc chiến tranh ở những lãnh thổ thuộc Đức nằm trong tay ông.
Quốc vương Karl XII nhất quyết từ chối xem xét việc đàm phán với nước Nga Sa hoàng. Khi có đề nghị rằng nhà vua Nga có thể trả tiền bồi thường cho Thụy Điển nhằm giữ lại một phần lãnh thổ nhỏ ven bờ Baltic đã chiếm được, nhà vua Thụy Điển trả lời rằng ông không muốn bán thần dân của ông ở Baltic để lấy tiền Nga. Khi Nga đề nghị trả lại tất cả Livonia, Estonia và Ingria ngoại trừ Sankt-Peterburg, Schlüsselburg/Nöteborg và sông Neva nối hai nơi này, ông đã tuyên bố một cách phẫn nộ: 
| “          | Ta thà hy sinh người lính Thụy Điển cuối cùng còn hơn là nhượng bộ Nöteborg. | ” |
| — Karl XII |                                                                              |   |

Trong giai đoạn mà Pyotr đề xuất các điều kiện hòa bình và Karl bác bỏ các đề xuất này, có sự khác biệt giữa đôi bên không thể nào hòa giải được: Sankt-Peterburg. Pyotr có thể từ bỏ mọi thứ miễn là được giữ Sankt-Peterburg để có lối cho Nga thông ra biển. Vua Karl XII không muốn từ bỏ thứ gì mà trước tiên chưa đánh gục được quân Nga. Vì thế, chiến tranh sẽ tiếp tục trên danh nghĩa Sankt-Peterburg – lúc này chỉ mới là một số ngôi nhà gỗ, một pháo đài xây bằng đất và một bến cảng thô sơ.
Thật ra, việc hòa đàm đối với ông là một điều phi lý. Đang ở trên đỉnh vinh quang, với cả châu Âu đang cầu cạnh, với một Quân đội được huấn luyện cực kỳ nhuần nhuyễn và luôn chiến thắng, với chiến lược thần kỳ đã được theo đuổi một cách thành công cho đến thời điểm này, tại sao lại nhường lãnh thổ Thụy Điển cho kẻ thù? Đối với vua Karl XII, để mất các tỉnh đang nằm ngay sau lưng đoàn quân mà tiên vương hai bên – vua Thụy Điển Karl XII và Sa hoàng Aleksei I năm xưa – đã ký kết chính thức thuộc về Thụy Điển là điều làm mất danh dự và nhục nhã. Cuối cùng, trong bản chất của vua Karl XII còn có một yếu tố là hành động theo mệnh trời: phải trừng trị vua Pyotr I như đã trừng trị Tuyển hầu tước August II; Sa hoàng phải thoái vị khỏi ngai vàng nước Nga. Không những thế, ông còn nói đến việc phục hồi chế độ cũ của Nga, xóa bỏ những cải tổ và, trên tất cả, giải tán Quân đội mới để đập tan sức mạnh của Nga Sa hoàng.

## Cuộc xâm lăng nước Nga

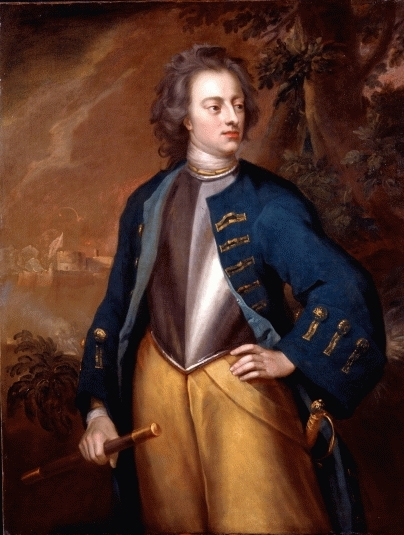
Quốc vương Karl XII qua nét vẽ của Michael Dahl (1659 - 1743).

Vào ngày 27 tháng 8 năm 1707, vua Karl XII rời khỏi xứ Sachsen mà kéo hàng ngàn quân sĩ tinh nhuệ và có kỷ luật tốt xâm nhập đất Nga Sa hoàng để bắt đầu một cuộc chinh phạt lớn lao nhất trong suốt cuộc đời ông. Đầu năm 1708, Quân đội Thụy Điển đặt chân lên bờ đông của sông Vistula. Trước khi rời khỏi Đế quốc La Mã Thần thánh, nhà vua cũng đề nghị Hoàng đế Joseph I phải để cho các giáo dân Luther tại tỉnh Silesia được ấm no hạnh phúc, và dĩ nhiên là Hoàng đế không dám làm trái lời dặn.
Nga hoàng Pyotr I ra lệnh tàn phá một vùng rộng lớn để Quân đội Thụy Điển không thể thu hoạch được gì bất kể họ tiến quân theo hướng nào. Dọc mọi con đường dẫn từ doanh trại Thụy Điển hướng về bắc, đông hoặc tây, quân Nga tạo một vòng đai vườn không nhà trống dài gần 200 kílômét từ Pskov cho đến Smolensk. Trong vành đai này, mọi nhà cửa, mọi mẩu thức ăn cho người hoặc ngựa phải bị đốt trụi ngay khi vua Karl XII tiến quân.
Đại quân Thụy Điển với vua Karl XII trú đông giữa vùng tam giác Grodno-Vilna - Minsk. Ở đây, ông có 35.000 quân. Cánh quân gồm 12.000 binh sĩ của tướng Adam Ludwig Lewenhaupt đã được lệnh đến điểm hẹn với đại quân, còn cánh quân 14.000 người của Lybecker từ Phần Lan đã nhận lệnh di chuyển xuống Sankt-Peterburg. Nếu thành công, lực lượng này có thể chiếm kinh thành Sankt-Peterburg, nếu không cũng có thể làm nghi binh để cầm chân một số quân của Nga hoàng Pyotr I.
Lực lượng của Nga hoàng Pyotr I đông hơn nhiều. Tổng cộng trên đường vòng cung chặn hướng tiến của Thụy Điển, Nga hoàng có khoảng 57.500 quân. Ngoài ra, Apraxin chỉ huy 24.500 quân trấn giữ kinh đô Sankt-Peterburg, và tướng Bauer nắm 16.000 quân đóng ở Dorpat để ngăn chặn Lewenhaupt ở Riga. Các lực lượng này sẵn sàng đối phó với những động thái khác nhau của Quân đội Thụy Điển. Một lực lượng khác gồm 12.000 quân dưới quyền Vương công Michael Golitsyn trấn đóng gần Kiev để đón đầu địch quân tiến về Ukraina.
Nga có tổng cộng 110.000 quân so với 62.000 quân của Thụy Điển. Sự khác biệt này không có ý nghĩa nhiều ngoại trừ yếu tố là trong cuộc chiến dằng dai, bên Nga có thể thay thế dễ dàng số thương vong.

### Trận Golovchin
Vào ngày 3 tháng 7 năm 1708, vua Karl XII tụ họp được 20.000 quân, hơn phân nửa tổng số quân viễn chinh, để tấn công vị trí quân Nga ở Golovchin. Trận Golovchin là cuộc giao tranh thật sự đầu tiên giữa quân Nga và Quân đội Thụy Điển kể từ khi ông bắt đầu bước viễn chinh vào Nga. Trận chiến này được ghi nhận là một chiến thắng đã mang lợi thế cho vua Karl XII. Một lần nữa, quân Nga lại rút lui. Với chiến thắng đầu tiên tại Golovchin, con đường dẫn nhà vua đến sông Dnepr rộng mở.

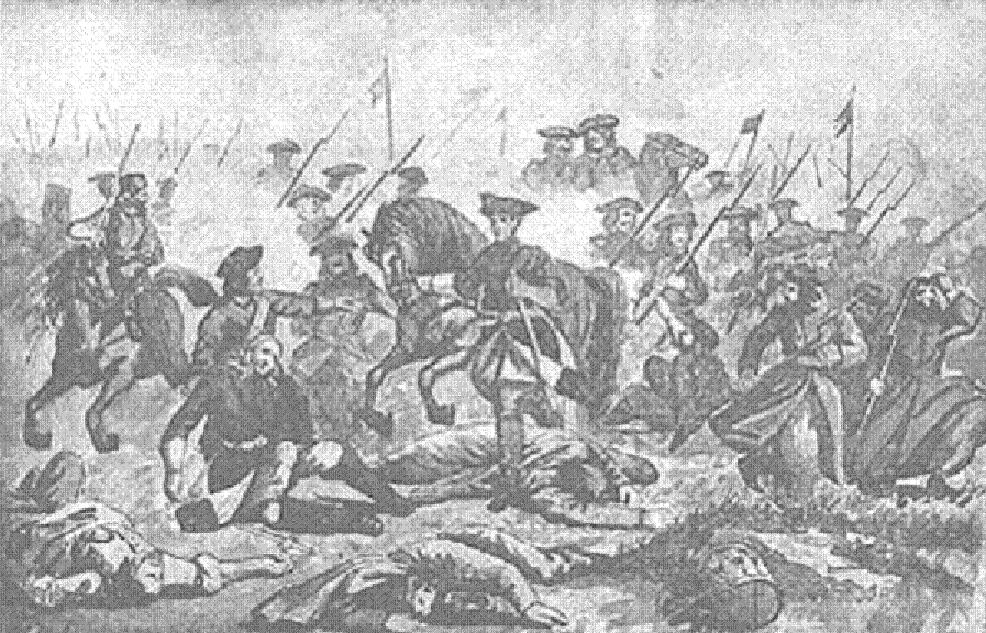
Quốc vương Thụy Điển chiến thắng tại Golovchin (1708).

Tuy thế, có những yếu tố khiến cho vua Pyotr I được vui. Nga hoàng cảm thấy an ủi là chỉ có một phần ba quân số của Nga là thực sự giao chiến, và họ đã hứng chịu mũi tiến công của toàn lực lượng Thụy Điển nổi tiếng do chính nhà vua cầm đầu. Đội quân này không hề sụp đổ, nhưng đã rút lui có trật tự, tiếp tục chiến đấu theo mỗi bước đi, và khi cuối cùng rời khỏi trận chiến, họ tập hợp lại rồi chiến đấu tiếp sau này. Chiến thắng tại Golovchin là một trong những chiến thắng cuối cùng trong suốt cuộc đời vua Karl XII.
Phía Nga bị mất 997 người và 675 người bị thương, phía Thụy Điển có 267 tử trận và trên 1.000 người bị thương. Nhưng có một sự khác biệt quan trọng: Nga hoàng Pyotr I có thể thay thế số quân tổn thất, trong khi một người lính của Quốc vương Karl XII ngã xuống, đoàn quân của nhà vua vĩnh viễn giảm đi một người. Dù cho vua Karl XII được vui với thêm một chiến thắng, ông nhận ra có sự thay đổi về phía quân Nga: không còn giống như đám người ô hợp đã tháo chạy ở Narva trước đó. Tại chiến trường Golovchin, với quân số đông hơn Quân đội Thụy Điển một chút, quân Nga đã chiến đấu anh dũng.

### Trận Molyatychy
Vào ngày 9 tháng 7 năm 1708, Quân đội Thụy Điển đến thị trấn Mogilev bên bờ sông Dnepr, lúc này là biên giới của nước Nga và rồi không chịu đi qua sông. Trong suốt một tháng – từ 9 tháng 7 đến 5 tháng 8 – 35.000 quân Thụy Điển dừng lại bên bờ tây của sông Dnepr để chờ lực lượng của tướng Lewenhaupt từ Riga xuống hợp lực. Không phải là quân ông khẩn thiết cần đến hàng hậu cần ngay, nhưng chỉ vì vua Karl XII thấy ông không nên bỏ tướng Lewenhaupt ở lại phía sau quá xa kẻo quân Nga chen vào khoảng trống giữa hai đoàn quân mà chặn đánh đoàn quân nhỏ hơn. Cuối cùng, ông quyết định phải nối tiếp cuộc tiến công: không phải là mũi dùi táo bạo chọc thẳng đến kinh đô Moskva, nhưng làm cái gì đó gần sông Dnepr để có thể khiêu khích quân Nga tham chiến nhưng vẫn có thể bảo vệ được Lewenhaupt.
Trong các ngày 5 - 9 tháng 8 năm 1708, cuối cùng thì Quân đội Thụy Điển cũng vượt qua sông Dnepr. Bình minh ngày 30 tháng 8 năm ấy, Vương công Mikhail Mikhailovich Golitsyn dẫn 9.000 bộ binh và 4.000 kỵ binh đi xuyên qua đầm lầy giữa làn sương mù dày đặc mà tấn công doanh trại của Roos. Quân đội Thụy Điển hoàn toàn bị bất ngờ, vì họ chưa bao giờ bị bộ binh Nga tấn công. Mặc dù trận đánh này chỉ là cuộc chạm trán nhỏ và thương vong bên Nga cao trên gấp đôi (700 tử trận và 2.000 bị thương so với bên Thụy Điển có 300 người chết và 500 bị thương), vua Pyotr I cảm thấy hài lòng. Đây là lần đầu tiên bộ binh Nga đã nắm quyền chủ động, một sư đoàn Thụy Điển bị cô lập và bị tấn công. Quân Nga đã chiến đấu dũng cảm, rồi dứt ra khỏi trận đánh theo ý muốn và rút lui có trật tự.
Với mỗi ngày trôi qua, nhà vua Thụy Điển càng trở nên bức xúc hơn. Đoàn quân đã sẵn sàng để đánh xuyên qua Nga hầu chấm dứt cuộc chiến, nhưng không thể tiến bước mà không có Lewenhaupt vì Sa hoàng đã thiêu rụi tất cả phía trước. Và vì không có đủ thực phẩm, đoàn quân cũng không thể dừng chân. Ông quyết định di chuyển về phía nam, rời xa khỏi Smolensk và Moskva, nhưng đi vào tỉnh Severia của Nga. Việc này vẫn duy trì thế tiến công của Quân đội Thụy Điển và đồng thời giúp đoàn quân tìm được thực phẩm từ vụ mùa mới không bị quân Nga đốt phá.
Sáng ngày 15 tháng 9 năm 1708, đoàn quân đi về nam trong cuộc tiến quân định mệnh đối với cuộc đời của nhà vua Thụy Điển và của Pyotr Đại đế cũng như đối với lịch sử của nước Nga. Việc tiến quân vào Moskva phải hoãn lại – cuối cùng hóa ra là hoãn vĩnh viễn. Quyết định của vua Karl XII cũng là bước ngoặt trong việc vận hành chiến tranh của Quân đội Thụy Điển.

### Trận Lesnaya

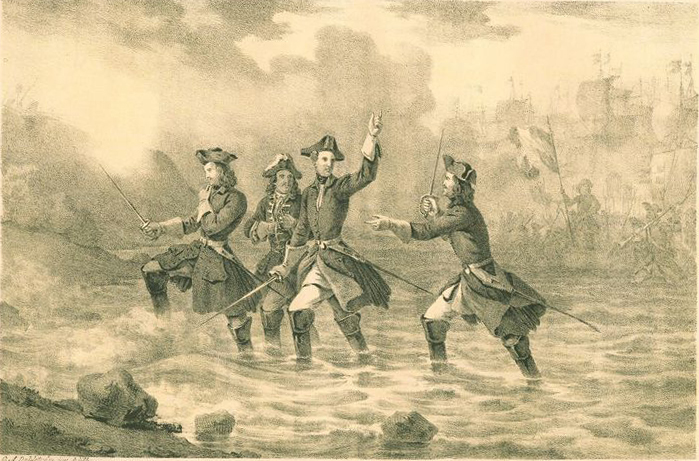
Nhà vua và Quân đội Thụy Điển.

Quyết định của ông đã gây ra hậu quả đầu tiên đối với tướng Adam Ludwig Lewenhaupt. Lúc nhà vua và quân sĩ nhổ trại đi về nam, Lewenhaupt vẫn còn cách sông Dnepr gần 50 kílômét về hướng tây. Vị trí của vua Karl XII lúc ấy là cách sông này gần 100 kílômét về hướng đông. Vua Nga lập tức nhận ra cơ hội: khoảng cách gần 150 kílômét khiến cho đoàn xe goòng ở vào vị trí không được bảo vệ. Nga hoàng chọn 10 tiểu đoàn bộ binh thiện chiến nhất, kể cả hai Lữ đoàn Cảnh vệ Preobrazhenskoe và Semyonovsky. Cung cấp ngựa cho các bộ binh này và có thêm 10 trung đoàn kỵ binh Pyotr Đại Đế thành lập một "chiến đoàn không kỵ" do vua Nga đích thân chỉ huy. Với Aleksandr Danilovich Menshikov đi theo bên cạnh, vua Nga phi thẳng về hướng tây để chận đánh Lewenhaupt. Thế là, 14.625 quân Nga chận đánh 12.500 quân Thụy Điển gần ngôi làng Lesnaya (hiện nay là Thành phố Lisna của nước Belarus).
Lúc 1 giờ chiều ngày 28 tháng 9 năm 1708, trận chiến bắt đầu rồi kéo dài cho đến khi trời tối, rồi một trận bão tuyết thổi đến – khá bất thường vào đầu thu – khiến đôi bên không còn nhìn thấy nhau, và ngưng chiến. Phe Thụy Điển bại trận bị mất 6.307 quân, trong số đó có trên 3.000 bị bắt làm tù binh. Tất cả quân nhu, thực phẩm, thuốc men, đạn dược mà vua Karl XII đang bị thiếu thốn đều bị mất. Phía Nga có 1.111 tử trận và 2.856 bị thương. Mỗi bên có khoảng 12.000 quân giao chiến; Nga bị tổn thất khoảng một phần ba, nhưng Thụy Điển mất phân nửa.
Tướng A. L. Lewenhaupt dẫn tàn quân đến hội kiến Quốc vương Karl XII. Nhưng có cả một sự khác biệt giữa những gì đang được chờ đợi và những gì thật sự đi đến. Thay vì một đoàn xe goòng khổng lồ chở hàng hậu cần để nuôi sống cả đoàn quân và 12.500 binh sĩ tăng viện, Lewenhaupt mang đến 6.000 người đã kiệt sức, không có đại pháo và hàng hậu cần.
Về phía Nga là nỗi sướng thỏa. Trận Lesnaya đã cho thấy thêm bằng chứng về kỹ thuật tác chiến của Quân đội Nga. Sau này, vua Pyotr I gọi trận này là "Bà Mẹ của Trận Poltava." 
Vào ngày 27 tháng 10 năm 1708, với nhà vua và Quân đội Thụy Điển còn đóng sâu trong tỉnh Sevenia và đang tiến nhanh về hướng Ukraina, Nga hoàng Pyotr I nhận được tin khẩn: Ivan Stepanovych Mazepa, thủ lĩnh của bộ tộc Cossack ở Ukraina, người đã trung thành với triều đình Moskva trong 21 năm, đã phản bội Nga hoàng mà thiết lập liên minh với nhà vua Thụy Điển. Khi vua Pyotr I nghe tin, Nga hoàng sững sờ, nhưng không mất tinh thần. Nga hoàng quyết định phái Menshikov dẫn một lực lượng mạnh, kể cả đại pháo, trở lại chiếm lấy Baturin trước khi Quân đội Thụy Điển và quân Mazepa tiến đến.
Menshikov đi đến Baturin ngày 2 tháng 11 năm 1708, mở cuộc tấn công, và sau hai giờ pháo đài đầu hàng. Sa hoàng đã cho phép Menshikov được tự quyền quyết định phải làm gì đối với thị trấn. Menshikov không có chọn lựa nào khác. Đại quân Thụy Điển và Mazeppa đang tiến đến; tướng Nga không có thời giờ và có quá ít quân nên không thể tổ chức phòng ngự thị trấn; Menshikov cũng không thể để cho Baturin cùng kho thực phẩm và vũ khí lọt vào tay vua Karl XII. Vì thế, Menshikov ra lệnh san bằng thị trấn. Quân Nga tàn sát tất cả 7.000 người kể cả binh sĩ và thường dân, trừ 1.000 người cố mở đường máu để thoát ra. Mọi thứ có thể mang theo được phân chia cho quân sĩ, tất cả hàng hóa mà Quân đội Thụy Điển cần đến đều bị phá hủy, và cả thị trấn bị đốt trụi. Baturin, thành trì lâu đời của dân Cossack, biến mất.
Nga hoàng Pyotr I tin rằng số phận của Baturin là bài học cho những ai mưu đồ phản quốc. Theo quan điểm của vua Nga, sự phá hủy thị trấn một cách tàn độc đạt hiệu quả. Đấy là một cách trừng phạt ác liệt mà dân Cossack thấu hiểu, cho họ thấy uy quyền trừng trị lớn nhất nằm ở đâu. 

### Trận Poltava
Quân đội Thụy Điển di chuyển về hướng nam đến một huyện nằm giữa Kiev và Kharkiv có nhiều đồng cỏ phì nhiêu và cánh đồng ngũ cốc cùng nhiều đàn gia súc.

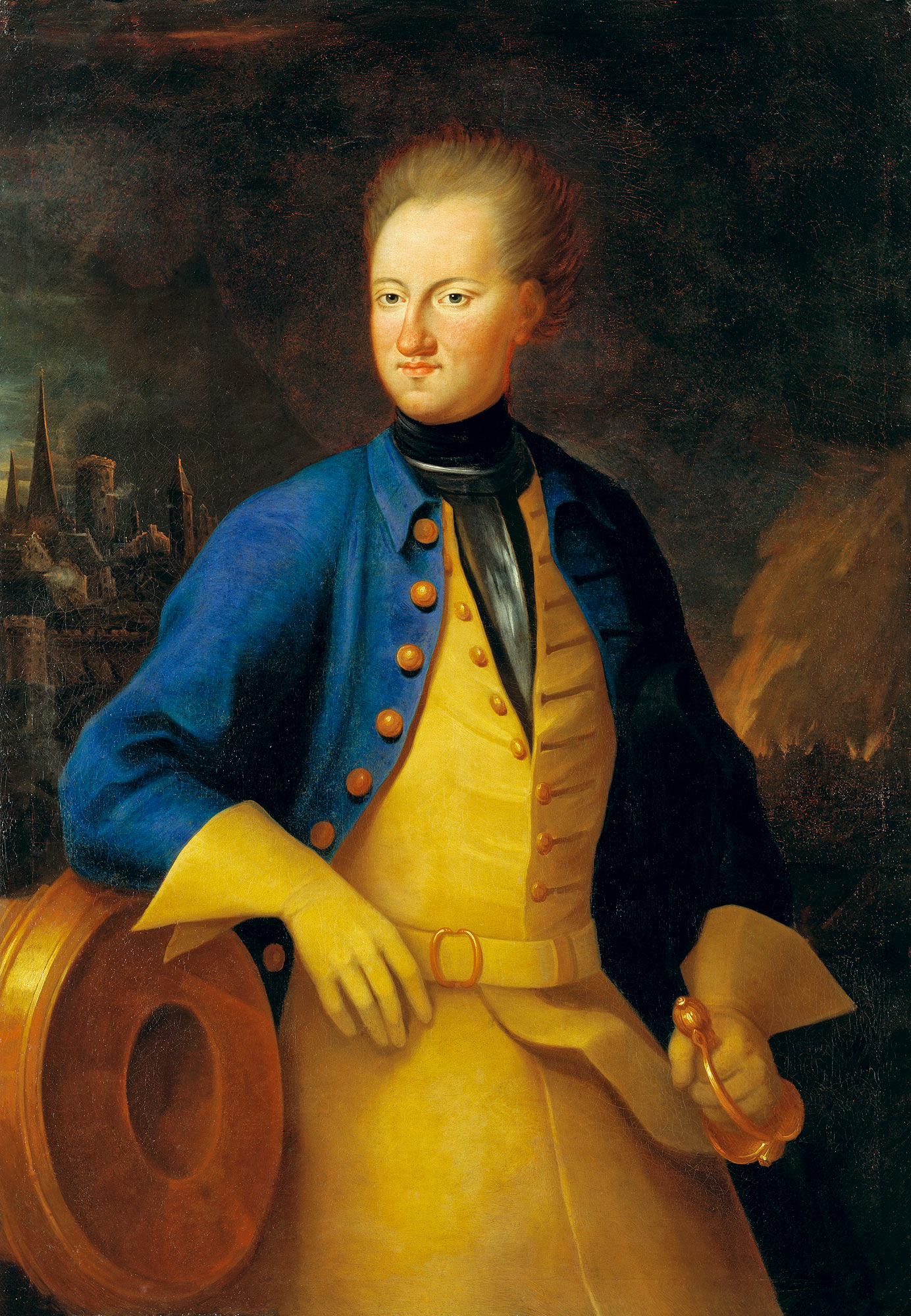
Vua Karl XII qua nét vẽ của Axel Sparre (tranh sơn dầu trên vải bạt, 1715).

Trong lúc đó, song song với Quân đội Thụy Điển nhưng cách xa vài kílômét, vua Pyotr I thân chinh và Boris Petrovich Sheremetyev cùng với đại quân cũng tiến về nam, luôn luôn chặn đường họ đến Moskva, giờ đã cách xa hơn 640 kílômét. Nga hoàng tiến hành phân tán lực lượng Nga thành một đường vòng cung tây-bắc đến đông-nam, án ngữ con đường Kursk-Orel dẫn đến Moskva. Để ngăn chặn Thụy Điển đánh về đông đến Kharkiv hoặc về tây đến Kiev, Pyotr đặt quân bố phòng trong các thị trấn và làng mạc về phía đông, nam và tây của các doanh trại Thụy Điển. Một trong những thị trấn này có tên là Poltava.
Sau mùa đông, vua Karl XII chuyển quân xuống hướng nam, rồi tổ chức vây hãm Poltava. Ngày 1 tháng 5 năm 1709, việc pháo kích bắt đầu. Việc công hãm kéo dài 6 tuần cho đến cái nóng của mùa hè ở Ukraina.
Ngày 4 tháng 6 năm 1709, Nga hoàng Pyotr I đến. Thói quen của Nga hoàng là bổ nhiệm một trong những tướng lĩnh làm Tư lệnh chiến trường và chỉ nhận nhiệm vụ phó tướng, nhưng lần này Nga hoàng đảm nhiệm luôn chức vụ Tư lệnh Tối cao. Việc Poltava thất thủ chỉ còn là vấn đề thời gian. Nếu rơi vào tay Thụy Điển, thị trấn này có thể là trung tâm điểm thu hút các lực lượng mà vua Karl XII mong đợi – và vua Pyotr kiêng dè – để tiếp tay cho vua Thụy Điển và có thể mở đường cho ông dẫn quân tiến đến Moskva. Tầm quan trọng cao đến nỗi Nga hoàng và các tướng lĩnh đi đến quyết định lịch sử: đại quân Nga sẽ được tung vào. Nhưng họ phải vượt qua sông Petrivka.
Bên Thụy Điển biết rõ về việc vượt sông ở Petrivka. Trong các đêm 15-16 tháng 6, Quân đội Thụy Điển được lệnh túc trực ứng chiến. Nhưng trước khi kế hoạch tác chiến của Thụy Điển được triển khai, tai họa giáng xuống. Bình minh sáng 17 tháng 6 năm 1709, sinh nhật thứ 27 của Quốc vương Karl XII, ông cưỡi ngựa đi thị sát chiến trường và bị bắn trọng thương. Trong các ngày 19 - 21 tháng 6, nhà vua ở trong tình trạng mong manh giữa sự sống và cái chết.
Vào buổi chiều 17, Nga hoàng Pyotr I được tin vua Karl XII bị thương. Nga hoàng lập tức truyền lệnh cho cả đại quân vượt sông. Vào ngày 19 tháng 6, kỵ binh vượt qua sông Vorskla mà không bị quấy nhiễu, và nhanh chóng lập phòng tuyến ở Semenovka. Trong các ngày 19-21 – trong khi nhà vua Thụy Điển đang nằm như chết – con sông ngập đầy người và ngựa, đại pháo và xe goòng, khi quân Nga di chuyển từ bờ đông sang bờ tây.
Ngày 22 tháng 6, Quân đội Thụy Điển chỉnh đốn lại tinh thần. Vua Karl XII vẫn còn bị bệnh nặng, nhưng đã bớt sốt và tính mạng không còn bị đe dọa.
Đêm 26 tháng 6 năm 1709, quân Nga từ trại Semenovka di chuyển về hướng nam và lập một doanh trại mới chỉ cách thành Poltava 6 kílômét về phía bắc. Ở đây, binh sĩ Nga làm việc cật lực ngày đêm, lập nên một tường thành bằng đất nện hình vuông.
Chiều ngày Chủ nhật 27 tháng 6 năm 1709, vua Karl XII triệu các tướng lĩnh và đại tá đến bên giường bệnh của ông để truyền lệnh về kế hoạch cho trận đánh ngày hôm sau. Ông tuyên bố rằng Nga hoàng có quân số đông hơn, nhưng có thể khắc phục điểm này nếu áp dụng chiến thuật táo bạo. Quân đội Nga đã co cụm trong một vị trí với con sông và bờ dốc phía sau lưng và chỉ có con đường rút lui là điểm nước cạn ở Petrovka. Nếu Quân đội Thụy Điển có thể kiểm soát điểm này, xem như quân Nga bị vào rọ. Cuối cùng, có khả năng đánh bại quân Nga và bắt được một tù binh quý giá: Pyotr Đại đế.

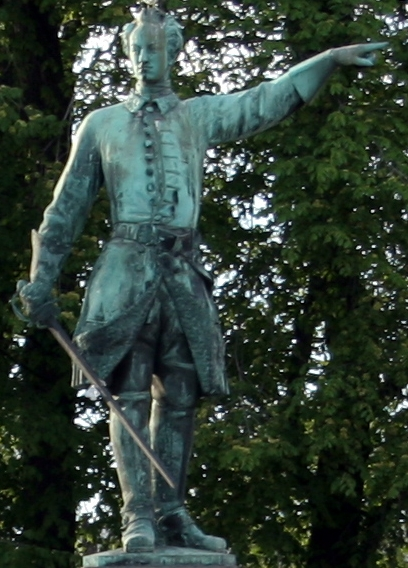
Một phần Đài kỷ niệm vua Karl XII ở thủ đô Stockholm, ông chỉ tay về phía nước Nga.

Đế quốc Thụy Điển bây giờ chỉ còn hơn phân nửa quân số so với lúc tiến vào đất Nga hai năm về trước: tổng cộng 25.000 người, nhưng nhiều người đã giảm sức chiến đấu do chiến thương và hoại tử mùa đông vừa qua. Lewenhaupt, người chỉ huy bộ binh, muốn tung toàn bộ lực lượng vào trận chiến, nhưng Karl bác bỏ. Cần phải duy trì 2.000 quân công hãm Poltava để ngăn chặn quân phòng ngự xông ra trợ chiến bên Nga, và cắt cử 2.500 kỵ binh để bảo vệ hàng hậu cần. Thêm một lực lượng gồm 1.500 bộ binh lẫn kỵ binh được phân tán rải rác dọc theo sông Vorskla phía dưới thị trấn để hỗ trợ quân Cossack đi tuần tiễu đề phòng quân Nga vượt sông ở vùng này. Đội quân Cossack gồm 6.000 người không được sử dụng để chiến đấu, vì Karl thấy rằng tính vô kỷ luật của họ sẽ chỉ làm rối loạn hàng ngũ của binh sĩ Thụy Điển đã được huấn luyện thành thục. Tổng cộng, lực lượng Thụy Điển tấn công 42.000 quân Nga chỉ có 19.000 người. Chức vụ tư lệnh cả đoàn quân đương nhiên được giao cho Thống chế Carl Gustav Rehnskiöld - "lão tướng Parmenion" của vua "Alexandros Đại đế của phương Bắc". Rehnskjold không ưa thích Lewenhaupt, nên quyết định không trao đổi với Lewenhaupt gì cả.
Phương án tác chiến mà vua Karl XII và Thống chế Rehnskjold vạch ra là mở cuộc tấn công thần tốc trước bình minh, khiến cho quân Nga bị bất ngờ, rồi đi nhanh qua các tiền đồn, phó mặc bất kỳ hỏa lực nào của quân phòng ngự. Khi đã qua khỏi các tiền đồn, Quân đội Thụy Điển sẽ rẽ sang trái và tiến đến khu đất bằng phẳng phía trước doanh trại của đại quân Nga. Bộ binh sẽ đi dọc bờ tây của đồng bằng đến vị trí tây bắc của quân Nga, trong khi kỵ binh Thụy Điển sẽ quét sạch kỵ binh của Pyotr. Khi đã đi đến vị trí giữa quân Nga và vùng nước cạn ở Petrovka, cả Quân đội Thụy Điển sẽ di chuyển về bên phải và lập đội hình cho trận đánh lớn. Nếu kế hoạch này thành công, quân Nga sẽ bị ép lưng vào bờ sông dốc đứng và Quân đội Thụy Điển trong tư thế sẵn sàng chiến đấu sẽ chặn đường rút lui ở Petrovka. Nếu quân Nga không muốn giáp chiến, họ cứ việc cố thủ mà chết đói.
Trong số 30 khẩu pháo còn sử dụng được, phần lớn sẽ được để lại. Đây một phần là do quyết định của Carl Gustav Rehnskiöld. Vị Thống chế này có tâm lý thường thấy ở kỵ binh là không thích sử dụng pháo, và tin rằng kéo pháo qua các tiền đồn chỉ làm chậm bước tiến nhanh mà Rehnskiöld đòi hỏi. Hơn nữa, sẽ không có thời giờ để đặt vị trí pháo mà khai hỏa; và cũng vì phần lớn thuốc súng đã bị hư hỏng do thời tiết ẩm ướt trong mùa đông.
Trong đêm này, quân Nga đang cật lực đào đất để xây một dãy bốn tiền đồn mới nằm thẳng góc với 6 tiền đồn trước. Các tiền đồn mới này hướng thẳng theo con đường đi xuống Poltava về phía doanh trại Thụy Điển, và sẽ phân mũi tấn công của Thụy Điển ra làm hai nhánh hai bên dãy tiền đồn, hướng hỏa lực vào bên sườn Quân đội Thụy Điển đi ngang qua họ.
Thống chế Carl Gustav Rehnskiöld ra lệnh tiến quân; đó là ngày lịch sử 28 tháng 6 năm 1709. Trận đánh Poltava bắt đầu. Bộ binh Thụy Điển gồm 7.000 người tiến về hướng các tiền đồn của Nga, tràn lên các công sự bằng đất nện chưa hoàn tất, chiếm lấy hai tiền đồn đầu tiên. Chính trong cuộc tấn công tiền đồn thứ ba và thứ tư mà vấn đề nguy hiểm phát sinh. Quân trú phòng tiền đồn thứ ba chống trả một cách kiên cường, đẩy lui đợt tấn công thứ nhất. Vấn đề nằm ở chỗ Rehnskiöld đã giữ kín phương án tác chiến chứ không phổ biến cho người dưới quyền. Roos không hề hiểu rằng mục tiêu chính của mình chỉ là cầm chân hỏa lực của các tiền đồn trong khi các cánh quân khác tìm cách vượt qua. Điều ông đáng lẽ phải làm khi bị đánh bật lại là rút lui rồi di chuyển đến điểm hẹn ở khu đất bằng phẳng phía sau các tiền đồn. Thay vào đó, ông chỉnh đốn hàng ngũ rồi tấn công đợt nữa. Bị đánh bật lần thứ hai, ông kiên quyết điều thêm quân để rồi 6 tiểu đoàn – 2.600 quân – của lực lượng bộ binh quý giá bị vướng vào chướng ngại vật không quan trọng này.
Cùng lúc, việc Thống chế Rehnskiöld không thông báo kế hoạch tác chiến cho sĩ quan dưới quyền tạo nên hoang mang nơi khác. Sáu tiểu đoàn bộ binh bên cánh phải dưới quyền Lewenhaupt hứng chịu hỏa lực súng nòng dài và đại bác từ các tiền đồn. Để bảo toàn lực lượng, tướng Lewenhaupt di chuyển đội hình xa hơn về bên phải. Do việc di chuyển này, Lewenhaupt đã tạo ra một lỗ hổng lớn trong hàng ngũ Thụy Điển. Viên tướng này chuẩn bị cầm đầu 2.400 người đánh vào 30.000 quân Nga. Rehnskjold vội gửi liên lạc viên ra lệnh cho Lewenhaupt lập tức quay về hợp lực với đại quân.
Pyotr Đại đế thấy có một khoảng trống trải dài từ doanh trại của ông đến các tiền đồn đã kháng cự Roos. Lập tức, Nga hoàng truyền lệnh cho Menshikov dẫn 6.000 quân đi lùng và tiêu diệt toán quân của Roos. Bị quân Nga truy kích ráo riết bằng quân số áp đảo, Roos không còn cách nào khác hơn là đầu hàng. Trước khi trận Poltava nổ ra, 6 tiểu đoàn – một phần ba lực lượng bộ binh Thụy Điển – bị tiêu diệt mà không đạt được mục đích gì.
Đã gần 9 giờ sáng, và Rehnskjold phải đi đến quyết định. Đại quân không thể cứ đứng yên mãi ở đây, mà phải hành động. Rehnskjold chọn phương án rút lui. Lực lượng của ông quá yếu và rủi ro quá cao. Ông định kéo quân trở về điểm xuất phát, triệu tập các tiểu đoàn đang canh gác xe goòng hậu cần và đang tuần tiễu dọc bờ sông. Lúc đó, với đại quân 24 tiểu đoàn thay vì 12 như bây giờ, ông có thể quyết định sẽ đánh Sa hoàng ở đâu. Nhưng khi binh sĩ của Rehnskjold đang chuẩn bị giải tán đội hình chiến đấu mà sắp xếp hàng ngũ để di chuyển, một chuyện đáng kinh ngạc xảy ra: cả đoàn quân Nga chuyển động. Các cổng đều mở toang, các cây cầu được hạ xuống, và bộ binh Nga đang tiến ra rồi lập đội hình để chiến đấu trước mặt doanh trại.
Lúc 10 giờ sáng, Quân đội Thụy Điển đã dàn lại xong đội hình. Kỵ binh Thụy Điển được đặt ở phía sau bộ binh, không phải ở hai cánh như kỵ binh của Pyotr Đại Đế. Bộ binh của Lewenhaupt giờ chỉ có 12 tiểu đoàn, chưa đến 5.000 quân. Đối diện ông là hai hàng bộ binh Nga, mỗi hàng đều đông hơn quân của ông. Hàng thứ nhất gồm 24 tiểu đoàn với 14.000 quân; hàng thứ hai gồm 18 tiểu đoàn với 10.000 quân. (9 tiểu đoàn được giữ trong doanh trại làm lực lượng dự phòng.) Sự khác biệt về quân số và hỏa lực khiến cho cuộc đối đầu gần như là phi lý: 5.000 quân mệt mỏi vì đói kém và bệnh tật, không có pháo, chuẩn bị tấn công 24.000 quân có 70 khẩu pháo.

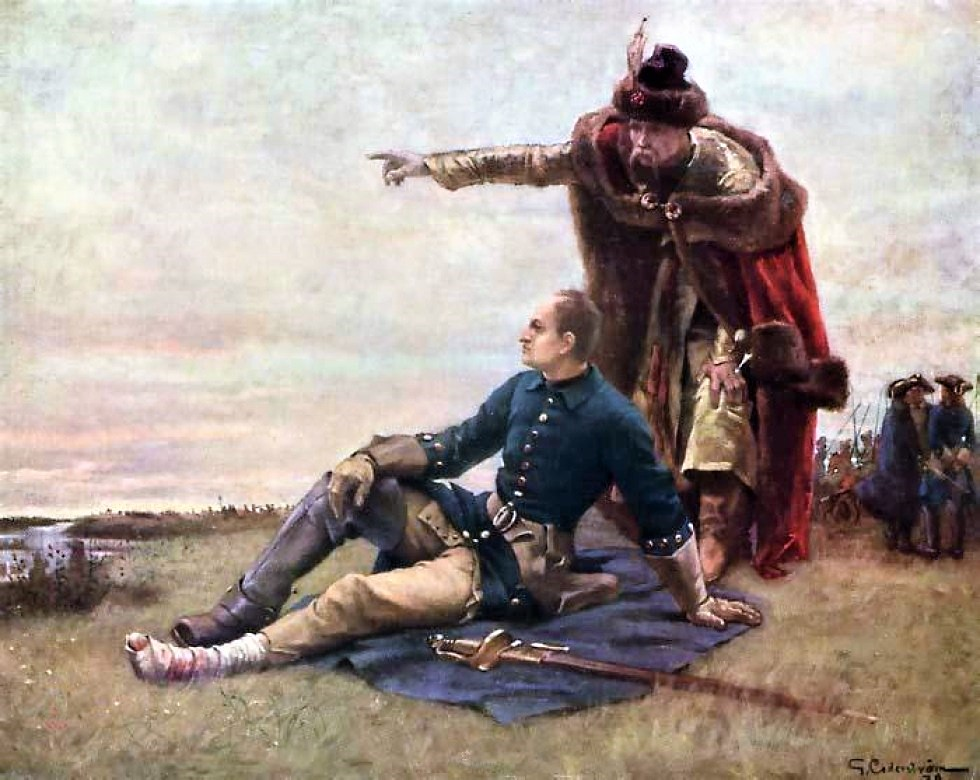
Vua Karl XII và Mazepa tại sông Dnieper sau đại bại tại Poltava, qua nét vẽ của Gustaf Cederström.

Tướng Lewenhaupt dẫn 12 tiểu đoàn bộ binh tiến công. Sau khi đã chọc thủng được một phần phòng tuyến của địch, Lewenhaupt nhìn quanh tìm kỵ binh đáng lẽ phải tiến nhanh để yểm trợ cho vị tướng này, nhưng không thấy kỵ binh Thụy Điển nào cả. Thay vào đó, Lewenhaupt thấy các tiểu đoàn cánh trái đang bị đại pháo của Nga hạ nòng bắn tan nát; trên phân nửa bị đốn ngã trước khi tiếp cận được bộ binh Nga. Giữa cánh trái đang khốn đốn và cánh phải đang dồn lên là một khoảng hở. Và khi cánh phải Thụy Điển càng tiến lên, khoảng hở càng rộng ra. Pyotr Đại đế cũng nhìn thấy những gì đang xảy ra. Nhà vua nước Nga phái một đội kỵ binh hùng hậu đánh vào khoảng trống này.
Chiến trận xảy ra đúng như Nga hoàng đã hy vọng và Lewenhaupt đã e sợ. Không còn bị kỵ binh Thụy Điển ngăn trở, kỵ binh Nga đánh phủ lên bộ binh Thụy Điển ở cánh phải. Đà tiến công nhanh của Quân đội Thụy Điển thực ra giúp cho chiến thuật của Nga hoàng được thành công hơn: họ càng tiến sâu thì càng bị vây chặt hơn trong biển người của Nga. Chỉ có 50 kỵ binh xuất trận vào giữa hàng ngũ bộ binh Nga, chẳng bao lâu đều bị hạ. Bị tràn ngập và áp đảo, Quân đội Thụy Điển cố rút lui, ban đầu với tính kỷ luật kiên cường, nhưng rồi khi hốt hoảng tràn lan, họ trở nên rối loạn. Và cuộc giao tranh tiếp diễn thêm nửa giờ đồng hồ như thế – vinh quang cho Nga hoàng Pyotr I, thảm họa cho Quốc vương Karl XII. Thất bại thảm hại của nhà vua Thụy Điển tại Poltava đã vang danh trên toàn cõi Âu châu.
Quân đội Thụy Điển bị tổn thất 10.000 binh sĩ, gồm 6.901 tử trận và bị thương, 2.760 bị bắt làm tù binh. Không những thế, vua Karl XII còn có đến 300 viên Sĩ quan tử trận và 260 viên Sĩ quan bị bắt. Tổn thất bên Nga tương đối nhẹ – không phải là điều đáng ngạc nhiên vì phần lớn họ chiến đấu từ vị trí phòng ngự trong khi pháo của họ gầm rú trên đầu địch quân. Trong tổng số 42.000 quân, 1.345 chết và 3.290 bị thương. Số thương vong và kết quả đều đảo ngược tất cả các trận đánh trước đó giữa hai ông vua Pyotr I và Karl XII. Trong cuộc triển lãm kỷ niệm "chiến thắng hoàn hảo" của Nga hoàng Pyotr I tại Poltava, ở viện Bảo tàng Hermitage (Sankt-Peterburg), có nhiều hiện vật liên quan chặt chẽ tới nhà vua Thụy Điển, chẳng hạn như một chiếc yên ngựa bị ông bỏ lại trên trong đại bản doanh của Quân đội Thụy Điển sau khi đại bại tại Poltava.
Tổng số tàn quân Thụy Điển - Cossack tập họp lên đến 15.000 binh sĩ Thụy Điển và 6.000 binh sĩ Cossack. Vua Karl XII quyết định đi về Perevoluchna cách xa gần 130 kílômét. Buổi tối ngày 29 tháng 6, đoàn quân đi đến Perevoluchna, nơi sông Vorskla đổ vào sông Dnepr. Không có chỗ nước cạn để vượt sông. Thị trấn và hàng trăm tàu thuyền do dân Cossack Zaporozhsky tập trung đến đã bị quân Nga đốt rụi vào tháng 4. Số thuyền ít ỏi còn lại chỉ có thể chở một nhóm nhỏ sang sông. Nhà vua quyết định sẽ đi cùng một số thương binh đến Ottoman, xin ẩn náu, chờ cho bình phục và chờ đoàn quân còn lại đến gia nhập. Riêng đoàn quân còn lại sẽ đi đến điểm nước cạn phía bắc để vượt sông Vorskla, rồi đến điểm hẹn ở Ochakov trên bờ Biển Đen. Sau khi đoàn tụ, tất cả sẽ cùng về Ba Lan. Suốt đêm ấy, tất cả có khoảng 900 người Thụy Điển và 2.000 người Cossack qua được sông.

### Quân đội Thụy Điển đầu hàng
Tướng Lewenhaupt nhận quyền chỉ huy đoàn quân ở lại. Sáng hôm sau, ngày 1 tháng 7, khi họ sắp lên đường, 8.000 kỵ binh Nga và 2.000 quân Cossack dưới quyền Menshikov xuất hiện. Lewenhaupt tham khảo với các đại tá. Càng thảo luận, ý định đầu hàng càng mạnh hơn. Lúc 11 giờ ngày 1 tháng 7, Lewenhaupt mang 14.288 quân sĩ và 34 khẩu pháo ra đầu hàng mà không chống cự gì cả. Cộng với 2.871 quân bị bắt ở Poltava, Nga hoàng Pyotr I Đại Đế bấy giờ cầm giữ 17.000 tù binh Thụy Điển. Ngay khi Lewenhaupt đầu hàng, quân Nga vượt sông Dnepr để đuổi bắt vua Thụy Điển và Mazeppa. Họ đuổi theo kịp 600 người vẫn còn đang chờ sang sông Bug. Quân Nga tấn công, và 300 quân Thụy Điển đầu hàng. Quân Cossack biết họ sẽ không được khoan hồng, nên chiến đấu đến người cuối cùng. Từ bên kia bờ sông, vua Karl XII bất lực nhìn trận chiến vô vọng.
Sự tàn sát này là trận đánh cuối cùng trong cuộc xâm lăng của Quân đội Thụy Điển vào nước Nga. Trong 23 tháng kể từ lúc vua Karl XII rời khỏi Lãnh địa Tuyển hầu tước Sachsen, một đoàn quân vĩ đại bị tiêu diệt. Bây giờ, nhà vua Thụy Điển cùng với 600 tàn quân đi vào Ottoman - Thổ Nhĩ Kỳ. Sultan của nhà Ottoman khi đó là Ahmed III rất trọng vọng ông: Sultan cung cấp cho ông 16.000 đồng đu-cát. Nhà vua Thụy Điển sống tại Bender, Ottoman trong vòng 5 năm. Thông qua các sứ giả là M. Neugebauer và S. Poniatowski, ông thường xuyên liên lạc với triều đình Sultan. Không những Nhà nước Ottoman mà nhiều giám đốc ngân hàng, thương nhân, v.v... của Thổ Nhĩ Kỳ cũng trợ cấp cho ông (người Thổ thường gọi ông là Demirbaş Şarl).
Điều đáng bất ngờ là vào năm 1710, tại Bender, ông đã tái xây dựng một lực lượng Quân đội, bao gồm 10.000 quân Thụy Điển, Cossack vùng Zaporozhe và cả Ba Lan. Trong khi đó, ở chính quốc, chính phủ Thụy Điển đã xây dựng và đào luyện một lực lượng Quân đội mới. Trong lúc này, vua Karl XII nhận tin Quân đội Thụy Điển do tướng Magnus Stenbock chỉ huy đánh tan tác quân Na Uy - Đan Mạch. Do đó, ông quyết định tiếp tục theo đuổi chiến tranh, và do đó những cường quốc Hải quân như Anh Quốc, Hà Lan đã chống lại ông, do họ cần lập lại hòa bình. Ông còn hạ lệnh cho Magnus Stenbock tiến hành Pomerania, Quân đội Thụy Điển đánh bại quân Đan Mạch trong trận Gadebush nhưng sau đó thất bại (1713). Cũng vào năm 1713, vua Karl XII xuống chiếu thiết lập văn phòng "Thanh tra Tối cao" ở Đế quốc Thụy Điển, viên Thanh tra Tối cao này sẽ giúp vua trông coi Pháp luật đất nước trong những năm tháng chinh chiến của ông.

## Nhà vua trở về nước

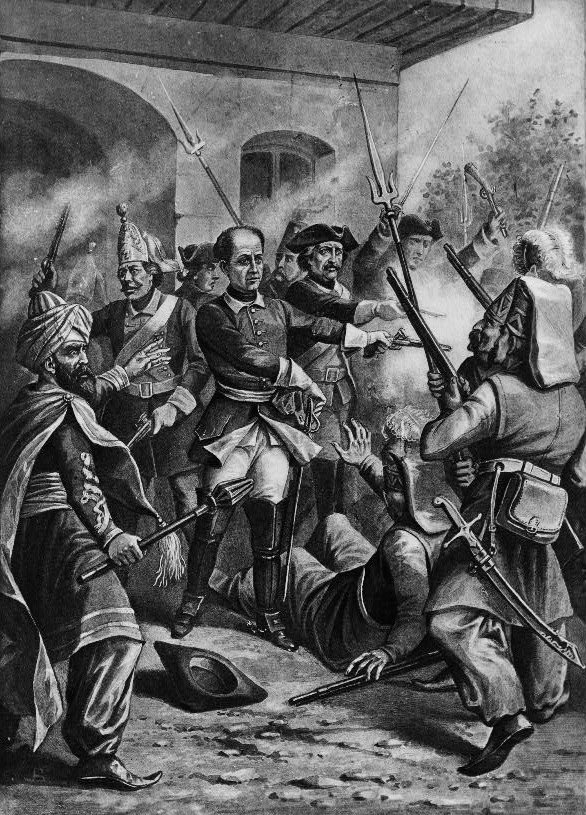
Vua Karl XII xô xát với Ngự Lâm quân Thổ Nhĩ Kỳ tại Bender.

| “                                                                    | Nhà vua Thụy Điển, do ngoan cố, đã không để cho Ta và Thần dân được chung sống hòa bình. Đây hoàn toàn là lý do tối hậu khiến chúng ta đã tiến quân vào vùng đất Estonia,... | ” |
| — Tuyên ngôn của Pyotr I Đại Đế về cuộc chinh phạt xứ Estonia (1710) | |   |

Vào năm 1711, quân Ottoman đánh bại quân Nga trong trận đánh trên sông Pruth; sau đó, hai bên nhanh chóng ký kết Hòa ước. Với lại, việc tướng Magnus Stenbock bị quân Đan Mạch đánh bại đã khuyến khích vua Karl XII về nước. Mệt mỏi với vị khách Hoàng gia của mình, Sultan Ahmed III quyết định trục xuất vua Karl XII ra khỏi Đế quốc Ottoman. Tuy nhiên, ông từ chối, và thế là cuộc xô xát tại Bender diễn ra vào ngày 1 tháng 2 năm 1713: trong vòng tám tiếng đồng hồ, ông chỉ với vài chục binh sĩ chống chọi với hàng ngàn quân Ottoman trong căn nhà không được phòng thủ của mình. Nhà vua Thụy Điển đã bị bắt sống. Do tình hình có chuyển biến, triều đình Constantinopolis thả ông khỏi Demotika vào ngày 1 tháng 9 năm 1714, và ông quyết định giấu tung tích trong chuyến trở về. Vào ngày 20 tháng 9 năm 1714, ông cải trang lên đường, mang hộ chiếu với tên giả. Ông không dừng lại nơi nào quá một giờ, ít khi qua đêm trong quán trọ mà thích ngủ trên một xe đưa thư. Đến đêm 10 tháng 11, ông về đến Stralsund. Sau 15 năm đi vắng, nhà vua Thụy Điển đã trở về lãnh thổ thuộc Thụy Điển. Chuyến đi tạo nên một chuyện thần kỳ. Trong vòng không đến 14 ngày, nhà vua đã di chuyển gần 2.100 kílômét, tức 160 kílômét mỗi ngày - mức độ thần tốc thời bấy giờ.
Karl XII lưu lại Stralsund, ra lệnh gửi quân và pháo tăng viện. Hội đồng Nhiếp chính không thể cưỡng lệnh của nhà vua giờ đã đặt chân lên lãnh thổ thuộc Thụy Điển, nên gửi đến 14.000 quân. Tân vương nước Phổ lúc bấy giờ là Friedrich Wilhelm I đã đàm phán với vua Karl XII để lập lại nền hòa bình của phương Bắc, ông không đồng ý: ông đòi nhà vua nước Phổ nộp thành phố Stettin cho ông, nhưng không trả chiến phí cho liên quân Nga - Sachsen theo đề nghị của Friedrich Wilhelm I. Do đó, vua Friedrich Wilhelm I đã tuyên chiến với ông. Đúng như Karl dự đoán, vào mùa hè 1715 liên quân Phổ – Đan Mạch – Sachsen gồm 55.000 binh sĩ tấn công Stralsund.
Đường tiếp tế cho thị trấn là qua biển Baltic. Nếu Hải quân Thụy Điển tải đến đủ quân nhu và đạn dược, vua Karl XII có thể cầm cự đến mùa thu. Nhưng hải quân Đan Mạch xuất hiện giao chiến với Hải quân Thụy Điển, rồi có 8 chiến hạm lớn của Anh trợ lực, khiến hạm đội Thụy Điển phải rút về. Khi đường biển bị cắt đứt, việc thất thủ Stralsund là không tránh khỏi. Quả nhiên, vào ngày 22 tháng 12 năm 1715, Stralsund đầu hàng. Bấy giờ, chỉ còn một nhóm quan quân Thụy Điển cùng vua tiếp tục theo đuổi cuộc chiến.
Trước đó, vua Karl XII đã rời đi trên một chiếc thuyền nhỏ, rồi được một chiến hạm Thụy Điển đưa về chính quốc. Bốn giờ sáng ngày 24 tháng 12 năm 1715, sau 15 năm và 3 tháng vắng bóng, nhà vua Thụy Điển đặt chân trở lại trên đất nước của ông.
Vị vua Karl cứng đầu đã trở về Thụy Điển tạo dựng một đoàn quân mới, rồi sau đó lại dẫn quân đi đánh Đan Mạch. Vì một cơn giông làm mặt băng bị vỡ, ông chuyển hướng đi đánh miền nam Na Uy, lúc này còn là một tỉnh của Đan Mạch. Ông chiếm được thành phố Kristiania (hiện nay là thủ đô Oslo của Na Uy) vào năm 1716, với mong muốn mở rộng nền thương mại của Đế quốc Thụy Điển. Nhưng, sau đó ông phải rút quân về vì thiếu hàng hậu cần và không chuẩn bị kỹ Quân đội Thụy Điển. Sau đó, ông tiến hành vây hãm thành Fredrikshald, nhưng hạm đội tiếp viện của Thụy Điển bị Đô đốc Đan Mạch là Peter Tordenskjold đánh bại trong trận chiến Dynekilen..
Mùa thu 1716, trong khi liên minh Anh, Hà Lan, Đan Mạch và Nga chuẩn bị đánh Thụy Điển bằng Hải quân, vua Karl XII chia quân ra trấn giữ và củng cố các pháo đài. Nhưng vào ngày 17 tháng 9, Nga hoàng Pyotr I thình lình tuyên bố bãi bỏ cuộc tiến công vì cho rằng đã quá muộn, phải hoãn đến năm sau.
Không biết liệu việc đổ bộ được bãi bỏ hẳn hay là chỉ được dời qua mùa xuân năm sau, suốt mùa đông 1716 vua Karl XII lưu lại Lund, ở mũi cực nam của Thụy Điển, đối diện với Đan Mạch ở bờ biển bên kia. Cuối cùng, nhà vua sống và làm việc ở đây trong gần hai năm.
Nhiều người Thụy Điển xem việc ông trở về nước là điều bất hạnh. Từ ước vọng vinh quang cho đất nước và nền thương mại phồn thịnh, họ đã chuyển qua khát khao hòa bình. Vua Karl XII biết thế, nhưng giải thích với em gái Ulrika: 
Trong mùa hè 1718, khi đại sứ của hai bên Thụy Điển và Nga đang đi đi về về mang theo các đề xuất và phản đề xuất cho các vòng đàm phán hòa bình, vua Karl XII không hề có ý định hòa hoãn với Nga. Đối với ông đàm phán chỉ là để kéo dài thời gian nhằm đảm bảo Nga sẽ không tấn công chính quốc Thụy Điển, để ông rảnh tay hành quân nơi khác. Trong kế hoạch chinh phạt xứ Na Uy lần này, ông chuẩn bị tốt hơn kế hoạch hai năm trước: ông có đủ binh sĩ, vũ khí và thức ăn để cung cấp cho 60.000 quân Thụy Điển trong vòng 6 tháng. Ông quyết tâm chiếm những pháo đài và đất đai màu mỡ nhất của xứ Na Uy.
Khi hoạch định chiến lược của mình, vua Karl XII nhận ra rằng Nga quá mạnh, nên ông không thể trực diện đánh bật Nga ra khỏi các lãnh thổ đã bị Nga chiếm. Ông muốn đánh gục Đan Mạch trước qua ngả Na Uy, rồi sẽ tính đến Bắc Đức. Từ vị trí được củng cố này, ông định dẫn quân đi đánh Nga lần nữa.

## Cuộc tấn công cuối cùng của Karl XII

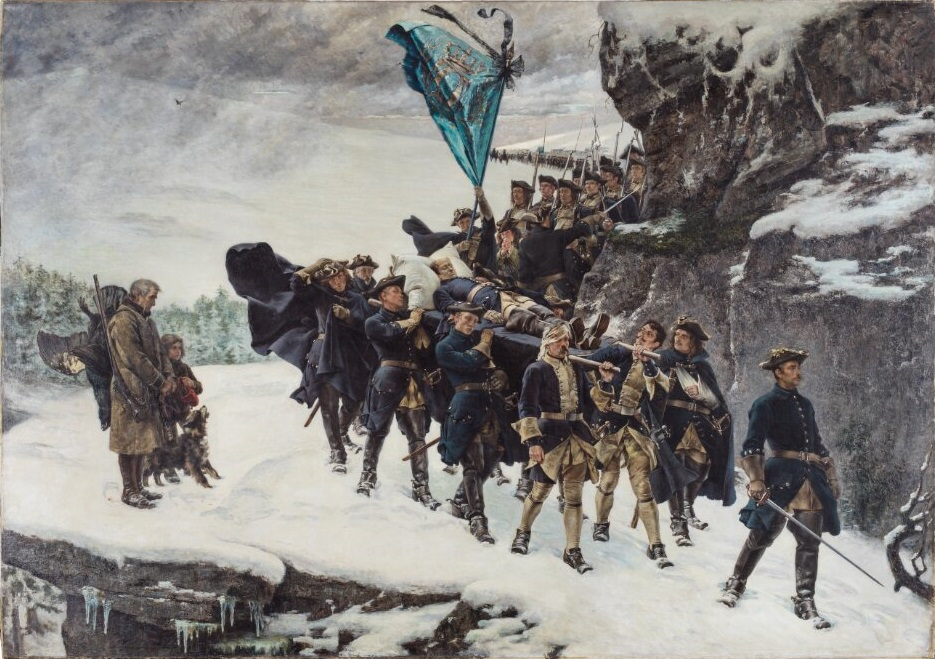
Mang thi hài vua Karl XII về nước, họa phẩm của Gustaf Cederström, 1884. Bảo tàng Nationalmuseum, Stockholm.

Sau năm 1714, cuộc mưu phản Jacobite nổ ra chống lại vua Anh kiêm Tuyển hầu tước xứ Hanover là George I, vua Karl XII đã phái sứ thần đến a tòng với quân phản nghịch. Hành động này đã khiến ông bị nhân dân Anh chỉ trích hết sức dữ dội, do ông là vị vua Tân giáo mà lại liên minh với cái đội quân phản nghịch kia. Tuy nhiên, mọi chuyện diễn ra vào năm 1718 đã khiến cho vua Karl XII không thể liên minh với quân phản nghịch Jacobite: tháng 8 năm 1718, ông thân chinh dẫn 43.000 quân Thụy Điển tiến công mục tiêu đầu tiên là Na Uy. Đến tháng 11, đại quân tiến đến pháo đài vững chắc Frederiksten. Nhà vua Thụy Điển điều đại pháo đến, và cuộc vây hãm bắt đầu. Hay tin, liên quân chống Thụy Điển hoảng hồn: họ chỉ cho rằng ông đang mong mỏi thái bình thịnh trị, chứ không nghĩ ông vẫn còn sức chiến đấu như thế.
Sau bữa tối ngày 30 tháng 11, vua Karl XII đi ra con hào ở tuyến đầu để thị sát công tác đào hào mà quân Thụy Điển thực hiện mỗi đêm để lợi dụng bóng tối tránh hỏa lực từ trong pháo đài. Khoảng 9:30 giờ tối, ông đang ở trong một con hào sâu cùng với vài sĩ quan, rồi quyết định leo lên phía trên bờ hào để thị sát, để lộ đầu và ngực ông trong tầm đạn súng của Na Uy lúc đó đang bắn chung quanh. Các sĩ quan tùy tùng đang đứng trong con hào, đầu của họ ngang với chân của Karl, cảm thấy lo lắng, nhưng không ai dám lên tiếng ngăn cản, biết rằng làm như thế nhà vua sẽ càng trở nên khinh suất hơn. Nhà vua đứng như thế một hồi lâu trong khi các sĩ quan tùy tùng bàn nhau làm thế nào khuyên ông bước xuống. Nhưng nhà vua vui vẻ nói "Đừng có sợ", rồi vẫn đứng như thế mà quan sát.
Thình lình, những người đứng bên dưới trong con hào nghe một tiếng động, "như viên đá ném mạnh xuống bùn". Sau đó, họ không thấy vua Karl XII có cử động gì khác, cánh tay ông đã thõng xuống. Thế rồi, một sĩ quan nhận biết việc gì đã xảy ra, kêu lên: "Chúa ơi! Đức Vua trúng đạn rồi". Một viên đạn súng nòng dài đã chui vào bên trái mang tai, xuyên qua sọ rồi trổ ra bên phải của đầu, giết chết Karl ngay lập tức. Nhiều người Na Uy cho rằng kẻ giết nhà vua không phải là binh sĩ Na Uy, nhưng chính những binh lính của ông, do Quân đội Thụy Điển đã quá mỏi mệt với ông. Tuy nhiên, người Thụy Điển vẫn cho rằng: một người lính trong pháo đài đã sát hại ông.
Hai ngày sau, vì Quân đội Thụy Điển lâm vào cảnh "rắn mất đầu", các tướng lĩnh Thụy Điển ra lệnh hủy bỏ cuộc tiến công. Các xe goòng tiếp vận – trong số đó có một chiếc mang thi thể của vua Karl XII – lăn bánh qua các ngọn đồi để quay về. Sau khi đã đi vắng khỏi chính quốc Thụy Điển trong 18 năm, cuối cùng ông đã vĩnh viễn trở về nước. Sinh thời, ông không hề lập một Thái tử nào, với câu nói nổi tiếng trong thời gian chiến tranh khốc liệt:
| “          | Ta sẽ lấy vợ sau khi cuộc chiến tranh kết thúc. | ” |
| — Karl XII |                                                 |   |

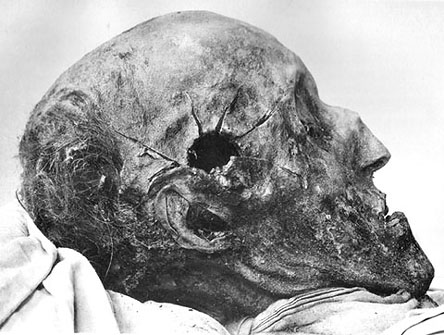
Hình ảnh hộp sọ của vua Karl XII trong cuộc mổ xác ông vào năm 1916

Giờ đây, khi mới 36 xuân, vị vua được nhiều người ngưỡng mộ và khiếp đảm nhất thời đại của ông, sau bao nhiêu chiến công lừng lẫy, đã về cõi vĩnh hằng. Song, nhà vua đã đi vắng quá lâu và gây ra quá nhiều gánh nặng chiến tranh đến nỗi thần dân Thụy Điển không thương tiếc ông. Riêng kỳ phùng địch thủ của Karl XII thì khác. Khi nghe tin báo cái chết của Karl, Pyotr Đại đế đẫm nước mắt thốt lên: "Karl thân yêu, Ta thương xót cho Ngài xiết bao!" Sau đó, Nga hoàng ra lệnh cho triều đình Nga để tang trong một tuần. Vua Karl XII để lại hai ứng cử viên sáng giá nhất của ngai vàng Thụy Điển: em gái ông là Công chúa Ulrika Eleonora và Công tước Karl Friedrich xứ Holstein-Gottorf - con trai của chị ông, và cuối cùng thì Ulrika Eleonora lên nối ngôi Nữ vương Thụy Điển.
Vài năm sau khi vua Karl XII qua đời, nước Thụy Điển bại trận đã mất đất về tay vua Phổ, và ký Hòa ước Nystad với vua Nga, để mà đánh mất vị thế liệt cường vùng Baltic xưa. Vương quốc Thụy Điển lâm vào khủng hoảng kinh tế, cái chết của ông cũng đưa chế độ quân chủ chuyên chế Thụy Điển đến hồi cáo chung. Giờ đây, Quốc hội Thụy Điển đã chán chế độ quân chủ chuyên chế, và họ bèn ban hành Hiến pháp và thế là "giai đoạn Tự do" (Frihetstiden) mở đầu (1718). Thi hài của Quốc vương Karl XII được yên nghỉ tại Nhà thờ Riddarholmen ở kinh đô Stockholm, cùng với hai vị tiên vương tài ba của ông - Karl X Gustav và Karl XI. Vua Karl XII chào đời giữa lúc vua cha Karl XI đang mở mang chế độ quân chủ chuyên quyền Thụy Điển, và một người phát ngôn của Hoàng gia Thụy Điển là Justice Gyllencreutz đã có lời tiên đoán thật chuẩn xác khi chỉ trích chế độ quân chủ chuyên chế:
| “                      | Một vị vua nối ngôi sẽ thực hiện những ước nguyện của mình, sẽ hiếu chiến hơn là hiếu hòa, và sẽ phá sạch cái ngân khố Hoàng gia. Lịch sử có nhiều trường hợp cho thấy sự thay đổi một chế độ luôn đi cùng những hậu quả nghiêm trọng; vâng, với những hậu quả này thì đất nước và nhân dân sẽ cùng nhau chịu khổ. | ” |
| — Justice Gyllencreutz | |   |

## Nhận định

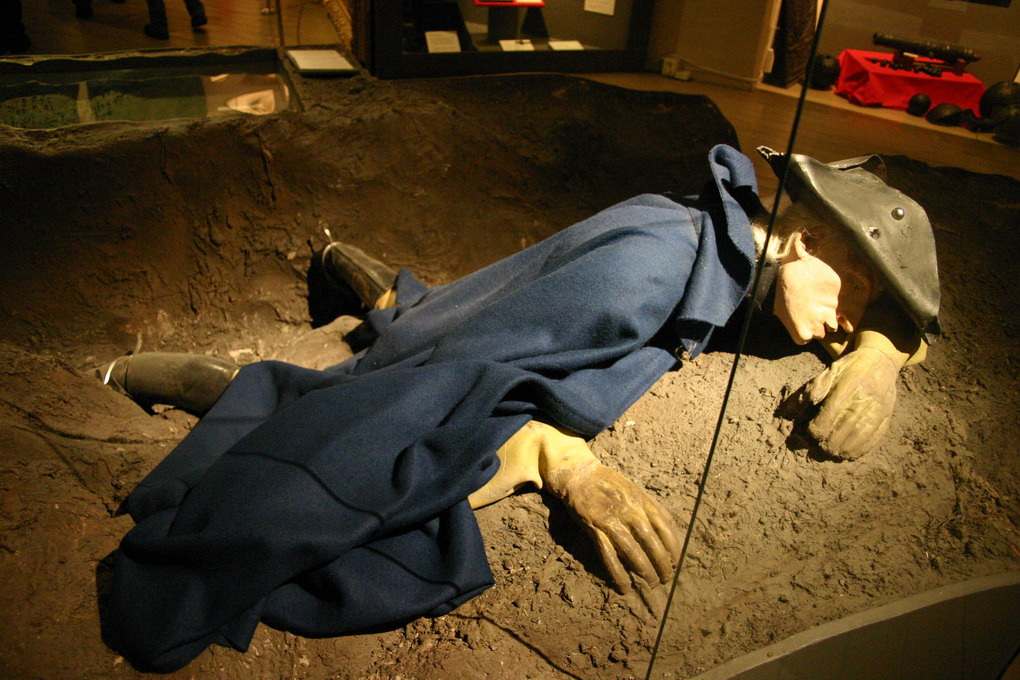
Vua Karl XII hy sinh.

| “          | Vua Karl được mệnh danh là "vị vua vô địch" và ông có thể mất danh hiệu này ở bất kỳ một thời điểm nào. Nhân dân Nga mệnh danh Sa hoàng Pyotr là "Đại đế" và ông không thể mất danh hiệu này trong bất cứ một trận bại nào... | ” |
| — Voltaire | |   |

Với chuyến phiêu lưu suốt 18 năm trời của ông trên toàn cõi Đông Âu, ông là vị vua - chiến binh cuối cùng trong một loạt các ông hoàng chinh chiến của Vương quốc Thụy Điển. Có tài liệu cho hay, vị danh tướng bậc thầy trong thời đại ông - Karl XII - thường mang một cuốn tiểu sử Alexandros Đại đế trong các cuộc chiến tranh của ông. Là vị vua - chiến binh có sức lôi cuốn, cũng giống như Hoàng đế Napoléon Bonaparte, vị vua khét tiếng tham vọng bá chủ châu Âu vừa được ca ngợi, mà cũng vừa bị chê trách. Ông được xem là vị thống soái mạo hiểm có một không hai trong thời đại ông sống, thậm chí từng được xem là vị vua gặt hái nhiều thành công nhất trên vũ trụ thời ấy. Dù xua quân tàn phá nhiều nước và giết hại không ít người, Karl XII - kình địch ngoan cường của vị vua Nga lừng danh - được nhà triết học người Pháp Voltaire ca ngợi như "vĩ nhân xuất sắc nhất cả thế giới chưa từng thấy" và "vị Quân vương đáng kính", vị danh tướng cực kỳ hung hãn và dũng cảm. Song, tuy ca ngợi lòng quả cảm của ông, Voltaire cũng chỉ trích nhiều chính sách và chiến lược có phần sai lệch của ông.
Dù là vị vua mất nước, những người phân biệt chủng tộc, dân tộc - lãng mạn chủ nghĩa, tân phát xít Thụy Điển xem ông là vị anh hùng dân tộc, ông vua vĩ đại nhất trong lịch sử đất nước. Ông đứng ngang hàng với những danh nhân lịch sử từ cổ chí kim như Alexandros Đại đế, Julius Caesar và Louis XIV của Pháp. Quốc vương Karl XII được coi là vị thống soái xuất sắc nhất của Vương quốc Thụy Điển, kể từ những năm tháng huy hoàng của vua Gustav II Adolf. Những chiến tích lừng lẫy của ông đã mang lại cho ông danh hiệu "Alexandros Đại đế của phương Bắc". Francesco Algarotti - vị khách quý của Quốc vương nước Phổ là Friedrich II Đại Đế - thì cho rằng tuy vua Karl XII chiến đấu rất dũng cảm trên chiến trường, nhưng ông phụ thuộc vào các quan trong việc chỉ huy:
| “                     | Một thanh bảo kiếm. Khi nằm trong tay một vị tướng tài, bảo kiếm nhất định sẽ chiến đấu rất tốt. | ” |
| — Francesco Algarotti |                                                                                                  |   |

Tuy từng gọi ông là "Hùng sư của phương Bắc" nhưng người Ba Lan và người Sachsen đã mệnh danh ông là "Thằng điên của phương Bắc" sau khi ông thất bại trong cuộc chiến tranh tàn khốc. Là vị vua nổi tiếng nhất của Đế quốc Thụy Điển, ông được miêu tả qua những dòng văn của đại văn hào Voltaire như sau:
| “          | Ông có tất cả mọi tài năng của các bậc tiên vương... Chúng tôi quyết định với về vị vua này... | ” |
| — Voltaire |                                                                                                |   |

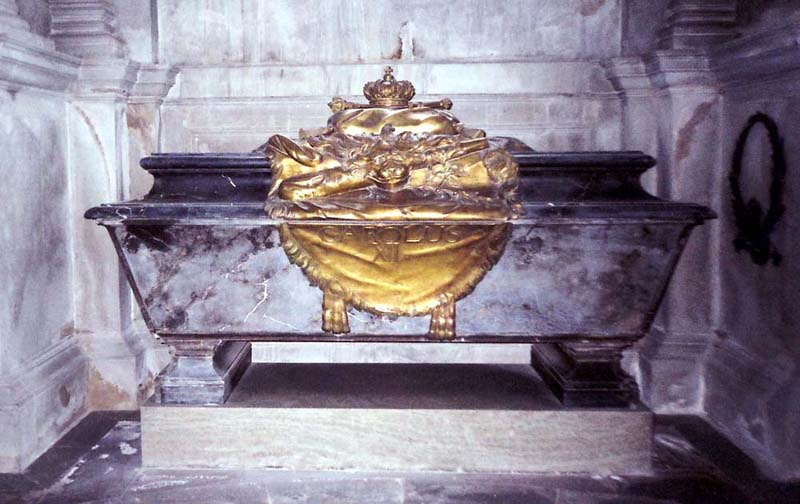
Quan tài vua Karl XII tại Nhà nguyện Caroline, Nhà thờ Riddarholm ở thủ đô Stockholm, Thụy Điển.

Là một nhà chinh phạt tàn bạo không khác chi Alexandros Đại đế, thỉnh thoảng ông được gọi là "Hoàng đế Napoléon của phương Bắc". Vị anh hùng hoang tưởng - vừa là người đương thời mà cũng vừa là nhân vật lịch sử không thể quên đối với Voltaire - được đại văn hào này cho rằng: "Gọi ông là ông vua độc đáo đúng hơn là ông vua vĩ đại" (Nguyên văn: "homme unique plutôt que grand homme"): người ta có thể "thán phục" ông, nhưng không thể bắt chước sự nghiệp ảo vọng của ông. Chính Voltaire đã đem bài học về ông ra để dạy cho vua nước Phổ Friedrich II Đại Đế - một thiên tài quân sự và vị vua-chiến binh đích thực khác trong lịch sử.. Là vị vua làm kiệt quệ tài nguyên của đất nước, do ông chết trẻ, tác giả Jonathan Swift xem ông là người anh hùng của sự mất mát. Chính Jonathan từng có ý định dâng cho vua tác phẩm "The Abstract of the History of England", trong đó ông được đề cập ở phần "Part of a Summer" và phần "To the Earth of Peterborough".
| “          | Câu chuyện về vua Karl XII có thể là một bài học đối với các bậc Quân vương: nên ưu tiên một triều đại thái bình thịnh trị, trăm họ hạnh phúc hơn là quá huy hoàng. | ” |
| — Voltaire | |   |

## Trong văn hóa cận - hiện đại
| “                                                   | Karl XII là vị anh hùng vĩ đại hơn cả Gustav II Adolf, là vị tướng quân vĩ đại hơn cả Gustav I Vasa, là vị vua vĩ đại hơn cả. | ” |
| — So sánh ba vị vua vĩ đại của Vương quốc Thụy Điển | |   |

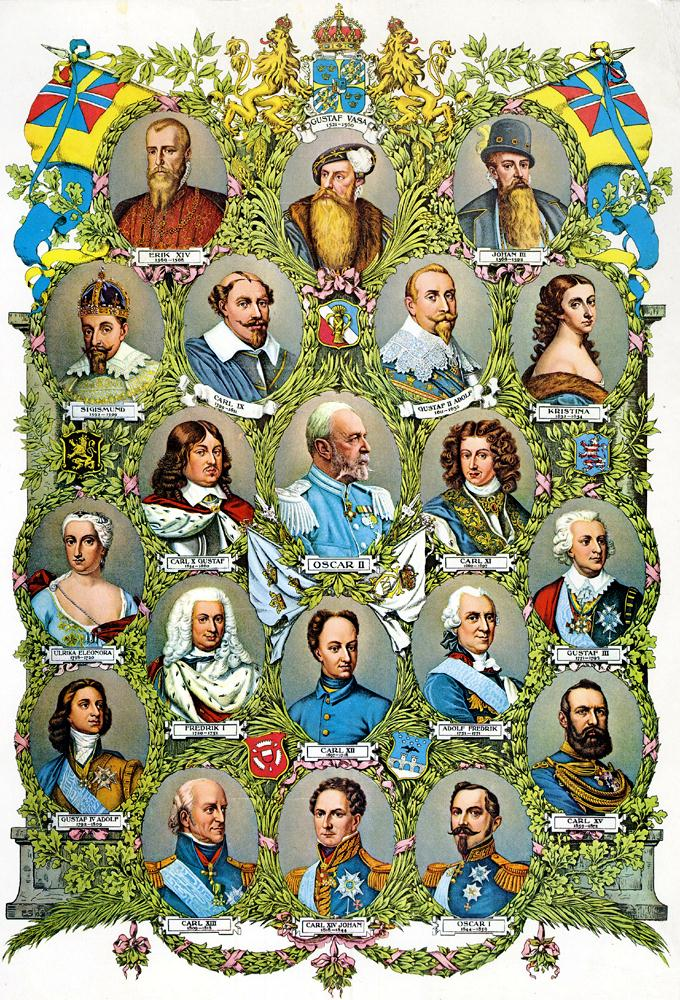
Các vị vua Thụy Điển (1523 - 1907).

Đại văn hào Voltaire đã thuật lại những công đức của vị vua anh hùng Karl XII trong tác phẩm "Cuộc đời Quốc vương Karl XII" (L'Histore de Charles XII) vào năm 1731. Voltaire - với tư cách là "Homer của vua Alexandros tái thế" còn đánh giá cao ông hơn cả Alexandros Đại đế. Là người say mê vị vua hoang tưởng, nhà thơ người Anh là Samuel Johnson đã đề cập đến sự nghiệp của ông trong bài thơ trứ danh "The Vanity of Human Wishes".
Vào năm 1938, nhà văn người Anh là Martha Edith Almedingen cũng cho ra mắt một cuốn sách nói về vua Karl XII, theo đó ông là "Hùng sư của phương Bắc". Trong bộ phim kỷ niệm Karl XII do Thụy Điển sản xuất vào năm 1925, diễn viên Gösta Ekman vào vai vua Karl XII trong khi diễn viên người Nga Nicolai de Seversky vào vai Nga hoàng Pyotr I.
Không những Voltaire, tác gia Thụy Điển là Frans G. Bengtsson và Giáo sư Ragnhild Hatton đã viết những cuốn tiểu sử nổi tiếng về vua Karl XII của Thụy Điển.
Trong bộ phim "Người lính hầu của Quân vương" (tiếng Nga: Слуга Государев, Sluga Gosudarev) do Nga sản xuất vào năm 2007, Eduard Flerov thủ vai Quốc vương Karl XII.
Trong tác phẩm The Age of Unreason, một bộ tiểu thuyết dã sử bốn tập của nhà văn ảo tưởng và khoa học viễn tưởng người Mỹ là Gregory Keyes, nhân vật chính của truyện là hiện thân của vua Karl XII.

## Tổ phụ
| {{ahnentafel-compact5 | style=font-size: 90%; line-height: 110%; | border=1 | boxstyle=padding-top: 0; padding-bottom: 0; | boxstyle_1=background-color: #fcc; | boxstyle_2=background-color: #fb9; | boxstyle_3=background-color: #ffc; | boxstyle_4=background-color: #bfc; | boxstyle_5=background-color: #9fe; | 1= 1. Karl XII của Thụy Điển | 2= 2. Karl XI của Thụy Điển | 3= 3. Ulrike Eleonora của Đan Mạch | 4= 4. Karl X của Thụy Điển | 5= 5. Hedvig Eleonora xứ Holstein-Gottorp | 6= 6. Frederick III của Đan Mạch | 7= 7. Sophie Amalie xứ Brunswick-Lüneburg | 8= 8. John Casimir, Sứ quân Tuyển hầu tước xứ Zweibrücken-Kleeburg | 9= 9. Catharina của Thụy Điển | 10= 10. Frederick III, Công tước xứ Holstein-Gottorp | 11= 11. Marie Elisabeth xứ Sachsen | 12= 12. Christian IV của Đan Mạch | 13= 13. Anne Catherine xứ Brandenburg | 14= 14. George, Công tước xứ Brunswick-Lüneburg | 15= 15. Anne Eleonore xứ Hesse-Darmstadt | 16= 16. John I, Sứ quân Tuyển hầu tước xứ Zweibrücken | 17= 17. Magdalene xứ Jülich-Cleves-Berg | 18= 18. Karl IX của Thụy Điển | 19= 19. Anna Marie xứ Simmern | 20= 20. John Adolf, Công tước xứ Holstein-Gottorp | 21= 21. Augusta của Đan Mạch | 22= 22. [[John George I, Tuyển hầu tước xứ Sachsen]] | 23= 23. Magdalene Sibylle của Phổ | 24= 24. Frederick II của Đan Mạch | 25= 25. Sophie xứ Mecklenburg-Güstrow | 26= 26. Joachim Frederick, Tuyển hầu tước xứ Brandenburg | 27= 27. Catherine xứ Brandenburg-Küstrin | 28= 28. William, Công tước xứ Brunswick-Lüneburg | 29= 29. Dorothea của Đan Mạch | 30= 30. Louis V, Bá tước xứ Hesse-Darmstadt | 31= 31. Magdalena von Brandenburg }} |